# Comédie de la Restauration anglaise
Vous lisez un « article de qualité » labellisé en 2012.

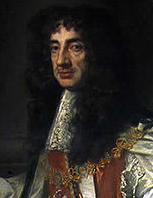
Charles II appréciait les comédies de la Restauration.

La comédie de la Restauration anglaise désigne le genre des comédies écrites et jouées depuis la Restauration anglaise (1660) jusqu'au début du XVIIIe siècle. Après l'interdiction des représentations théâtrales publiques imposée pendant 18 ans par le régime puritain de Cromwell, la réouverture des salles de spectacle en 1660 marque la renaissance du théâtre anglais. Si le début de cette période est parfaitement défini par l'accession au trône de Charles II, sa date de fin est assez floue. Elle dépasse néanmoins largement la mort de Charles II en 1685, qui marque stricto sensu la fin de la Restauration, et empiète sur les règnes de Jacques II, de Guillaume III et même d'Anne Ire. Les universitaires fixent en effet la fin de cette période, soit en 1710 à la mort de Betterton, l'acteur-vedette de cette époque, soit en 1714 à la mort d'Anne Ire, soit encore en 1722 au retour au pouvoir de Walpole, soit enfin en 1737, date du « Licensing Act », qui établit un nouveau régime légal pour le théâtre. Pour établir son anthologie du théâtre de la Restauration, Womersley, conscient de cette indétermination, dit avoir choisi la cinquantaine d'années qui ont suivi la restauration de Charles II en 1660 pour des raisons pragmatiques : les pièces de théâtre de cette période possèdent suffisamment de ressemblances pour constituer un corpus, et suffisamment de différences pour pouvoir mettre en lumière les évolutions et les mutations.
À la reprise des spectacles, la tragédie retrouve sa forme précédente, le drame héroïque écrit en vers blancs, même si les thèmes des pièces nouvelles changent. Reflétant les préoccupations du moment, les tragédies ont pour sujets dominants une restauration (The Rump de Tatham, The Indian Queen de Dryden, The Generall du comte d'Orrery, etc.) ou un roi, homme de principe et de raison, en proie à des traîtres ou à des amours débilitantes (Mustapha et The Black Prince d'Orrery, The Indian Emperour de Dryden). Mais l'esprit du drame héroïque reste inchangé. Le héros est toujours un monarque ou un conquérant, tenant des valeurs aristocratiques : droiture, honneur et courage.
À l'inverse, la comédie s'épanouit pendant ce demi-siècle dans un tour tout nouveau. Elle hérite pourtant, plus encore que la tragédie, d'un certain nombre de riches traditions de comique, principalement la comédie des humeurs et la comédie spirituelle (« wit comedy »), qui datent du théâtre élisabéthain. Elle les absorbe en donnant naissance à un vaste répertoire, extrêmement varié, tout en restant suffisamment souple pour assimiler encore des éléments nouveaux, liés aux préoccupations sociales et politiques, et aux faits d'actualité, et pour emprunter des fragments d'intrigue aux théâtres espagnol et français contemporains. Elle trouve une veine si originale — car rien de tel n'avait été imaginé auparavant —, et si singulière — car elle s'éteint définitivement au début du XVIIIe siècle — qu'un nom lui est donné pour la désigner : la comédie de la Restauration.

## Éléments ayant contribué à sa naissance
Plusieurs éléments vont concourir à l'essor de ce nouveau genre de comédie. Tout d'abord l'existence de seulement deux compagnies théâtrales autorisées à Londres — alors qu'il en existait une dizaine avant la fermeture des théâtres — patronnées par le roi et par son frère permet à ceux-ci et à la cour libertine d'imposer bien plus facilement leurs goûts que cela pouvait se faire du temps de Shakespeare. D'autre part, l'architecture particulière et unique des nouvelles salles de spectacle à proscenium autorise l'utilisation de décors et de coulisses, tout en créant l'intimité nécessaire à ces comédies. Enfin, nouveauté pour les théâtres publics anglais, l'arrivée pour la première fois sur scène d'actrices professionnelles crée une atmosphère sensuelle, exploitée avec succès par les dramaturges. Cette ambiance sensuelle est encore renforcée par l'apparition des premières femmes dramaturges de langue anglaise, Aphra Behn, Susanna Centlivre, Mary Pix, etc.
La comédie de la Restauration regroupe un ensemble si varié de pièces, qu'il est difficile de donner les grandes lignes qui la caractérisent. Elle se distingue toutefois par une sensualité, et parfois même par une sexualité, exposées franchement, une caractéristique que les courtisans libertins et que Charles II lui-même encouragent. Cette sensualité empêchera la reprise de ces pièces pendant près de deux siècles, et elles tomberont dans l'oubli. Ce n'est qu'au début du XXe siècle que des universitaires s'y intéresseront de nouveau, et que certaines de ces pièces entreront peu à peu au répertoire des théâtres modernes, représentantes d'un pan singulier du théâtre anglais.

## Origines du théâtre de la Restauration

### Contexte historique et politique
Le théâtre de la Restauration fut précédé par le théâtre élisabéthain, « forme de théâtre public, propre à l'Angleterre de la fin du XVIe siècle et du début du XVIIe siècle ». Il est parfois subdivisé, en fonction des souverains régnants, en théâtre élisabéthain proprement dit (1558 – 1603) d'Élisabeth Ire, en théâtre jacobéen (1603 – 1625) de Jacques Ier et en théâtre caroléen (1625 – 1642) de Charles Ier. Cette manière de dénommer les divers théâtres « porte mot à mot, la trace explicite de la corrélation complexe entre théâtre et pouvoir. […] Le lien hiérarchique et symbolique s'est traduit concrètement : le théâtre élisabéthain doit son existence matérielle à la protection accordée aux comédiens » par le monarque. Ce lien restera aussi fort à la Restauration, et sera révélé, par exemple, lors de l'établissement des nouvelles compagnies théâtrales en 1660 par la remise de patentes royales. Le souverain régnant demeure le maître suprême de l'activité théâtrale.
Le théâtre élisabéthain est florissant, et ses auteurs nombreux : Robert Greene (1558 – 1592), Thomas Kyd (1558 – 1594), Christopher Marlowe (1564 – 1593), William Shakespeare (1564 – 1616), Ben Jonson (1572 – 1637), John Fletcher (1579 – 1625), etc. Mais il subit, dès sa naissance, l'attaque des Puritains, concrétisée déjà par les textes de Stephen Gosson, School of Abuse en 1579, et de Philip Stubbs, The Anatomie of Abuses en 1583, qui veulent l'interdire. Ces attaques restent sans effet tant que le rapport des forces est en faveur de la royauté. Mais pendant la Première Révolution anglaise, cet équilibre bascule en faveur des forces parlementaires.

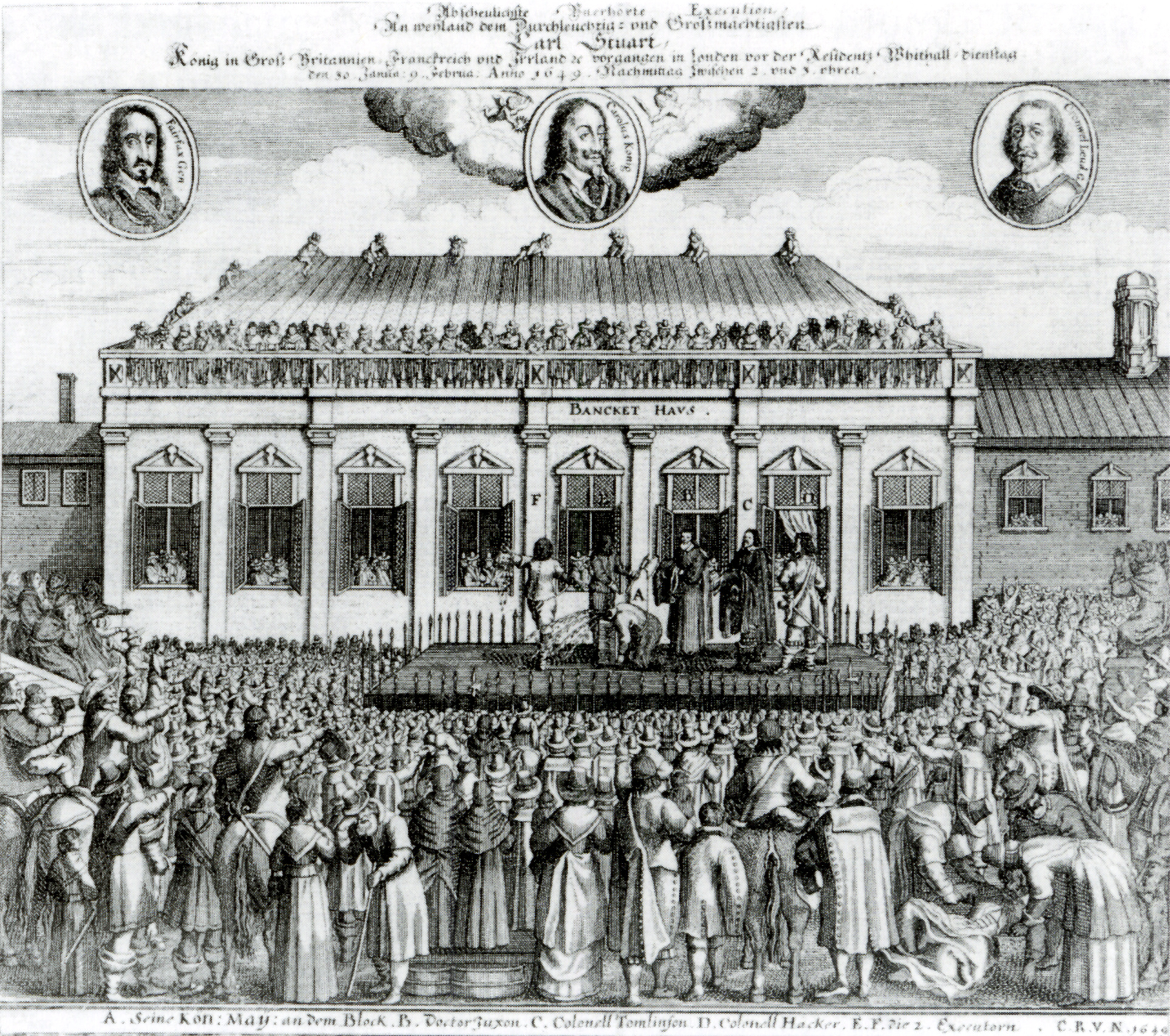
Décapitation de Charles Ier : le théâtre sombra avec la royauté.

Les théâtres sont fermés définitivement par l'ordonnance du 2 septembre 1642, émanant du Parlement, au début de la Première guerre civile, peu après le soulèvement contre le roi Charles Ier. Prenant prétexte des troubles de cette période, cette ordonnance décrète « de même que les divertissements populaires conviennent mal en temps de calamités publiques, de même les pièces de théâtre jouées en public sont malséantes en temps d'humiliation, [...] en conséquence il a été jugé convenable d'ordonner que ces représentations publiques cessent et soient abandonnées ». Cette ordonnance n'ayant jamais été respectée totalement, la sévérité se raffermit encore en 1647 et 1648 : de nouvelles ordonnances menacent tout acteur pris en train de donner une représentation d'être, non seulement arrêté, mais fouetté publiquement,.
Charles Ier est décapité le 30 janvier 1649. « Le théâtre sombra avec la royauté ». Toute production théâtrale est arrêtée, et les acteurs et auteurs dramatiques doivent trouver un autre métier. Fuyant la dictature militaire de Cromwell, une grande partie des lords, à l'image du futur roi Charles II, quittent l'Angleterre et se réfugient en Hollande, en France et en Italie, où ils mènent une existence sinon misérable, du moins difficile. Fréquentant les cours européennes, ils s'imprègnent de leur atmosphère. Au théâtre, ils découvrent des choses nouvelles, en France la présence d'actrices professionnelles sur scène, l'utilisation de décors actionnés par des machines complexes, et les premières comédies de Molière, en Italie, les opéras à grand spectacle. Quand les lords rentrent à la Restauration, ils ont la frénésie de jouir de la vie, leur cynisme et leur frivolité s'expliquant en partie par leur jeunesse malheureuse.
Quand les théâtres sont autorisés à rouvrir en 1660, après un hiatus de dix-huit ans, il n'existe en fait plus de salles de spectacle, détruites en presque totalité par les Puritains entre 1642 et 1644, ni de compagnies théâtrales. Il n'y a pas non plus de jeunes acteurs, de pièces récentes, et de jeunes dramaturges. D'Avenant et Killigrew mis à part, ceux qui se lancent alors dans le métier sont des jeunes hommes qui, non seulement n'ont jamais écrit de pièces, mais n'ont même jamais assisté à une représentation théâtrale. En effet, parmi les auteurs prépondérants, dits canoniques, de la comédie de la Restauration, Dryden avait onze ans à la fermeture des théâtres en 1642, Etherege sept ans, Wycherley deux ans, et Congreve et Vanbrugh n'étaient pas nés. Tout reste à faire : reconstruire les théâtres, trouver des acteurs et former des compagnies, écrire de nouvelles pièces. « Avec la Restauration de la monarchie en 1660, l'activité théâtrale à Londres ne fut pas juste reprise, mais réinventée. »

### Héritage culturel

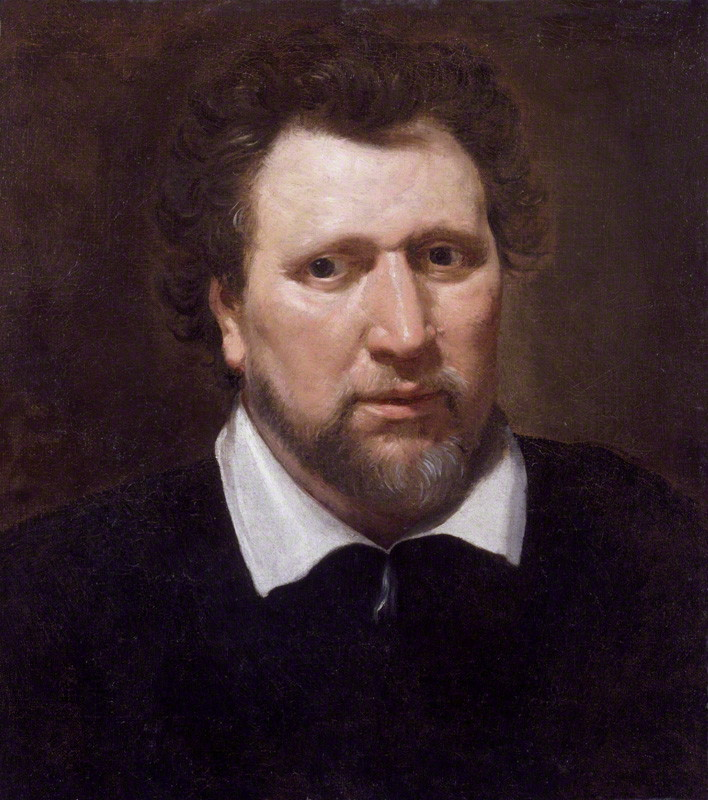
Ben Jonson, inventeur de la comédie des humeurs.

Les nouveaux dramaturges n'ont aucune expérience, mais ils disposent de longues traditions de la scène remontant au début du théâtre élisabéthain. Leur mérite va être de créer un genre neuf en respectant ces traditions.
Le théâtre élisabéthain appartient au théâtre baroque,, comme les théâtres français, allemand et espagnol de cette même époque. « L'action du « poëme » baroque est elliptique, foisonnante, pleine de rebondissements et de travestissements. […] Les différents genres, comique, tragique, satirique, établis dans l'Antiquité peuvent cohabiter dans une même pièce. » À ce titre, le théâtre élisabéthain ignore la règle des trois unités. L'unité de temps y est inconnue, le temps de l'intrigue pouvant aussi bien durer quelques heures, le temps de la représentation, que plusieurs mois comme dans La Nuit des rois, où trois mois séparent l'acte I de l'acte V. L'unité de lieu est ignorée également. La découpe en scènes, à l'intérieur de chaque acte, correspond le plus souvent à des changements du lieu de l'action, alors que, dans le théâtre classique, cette découpe scénique correspond simplement à l'arrivée ou au départ de personnages, le lieu de l'action demeurant inchangé du début à la fin de la pièce. Enfin l'action n'est pas unique : il existe toujours plusieurs intrigues menées en parallèle, chacune à des degrés différents d'importance, et parfois traitées sur des tons différents. Ainsi dans la Nuit des rois, l'intrigue principale concerne la relation amoureuse entre le duc Orsino et Viola, une seconde intrigue, qui lui fait pendant, se développe entre Sébastien et Olivia, et il en existe même une troisième entre Sir Tobie et Marie ; enfin une mystification subie par Malvolio est traitée sur le ton de la farce.

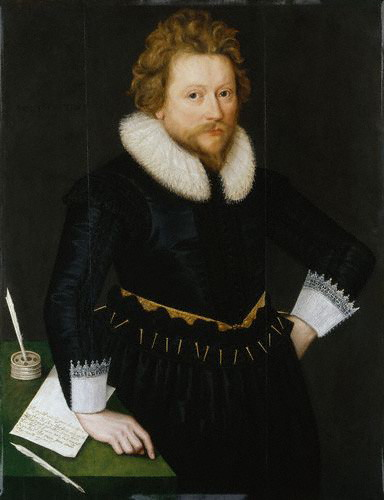
John Fletcher, principal tenant de la comédie spirituelle

Le théâtre élisabéthain se permet également le mélange des genres, car, à la différence du public français, le public anglais apprécie toujours une grande diversité dans les représentations théâtrales. Un mélange de comique et de tragique, non seulement ne l’irrite pas, mais au contraire le séduit. Ainsi un intermède comique dans une tragédie, inimaginable chez Corneille, est commun chez Shakespeare, comme l'épisode des fossoyeurs dans Hamlet (acte V scène 1), celui du portier dans Macbeth (acte II scène 3) ou celui du savetier dans Jules César (acte I scène 1). Ce mélange peut être même plus important, comme dans Roméo et Juliette, où alternent des scènes comiques et des scènes tragiques.
Le théâtre élisabéthain possède deux grandes traditions de comique : la comédie des humeurs, dont les principaux représentants sont Benjamin Jonson et George Chapman, et la comédie spirituelle (« wit comedy »), pratiquée en particulier par John Fletcher, Francis Beaumont et par Robert Greene (Groatsworth of Wit, soit Deux sous d'esprit) (1592). La comédie des humeurs est basée sur un ou plusieurs personnages dominés par une obsession ou un trait de caractère, qui les mène à des situations comiques. La comédie spirituelle est basée « sur les stratagèmes par lesquels un couple de gens d'esprit surmonte les obstacles mis sur sa route par les personnages dénués d'esprit. Sur ce schéma simple s'articulent d'autres thèmes de même inspiration dans lesquels les wits rivalisent entre eux, tandis que les sots cherchent à se surpasser en supercheries ».
Les nouveaux dramaturges reprennent toutes ces spécificités, même si parfois ils apprécient de façon différente l'importance de chacune d'elles. Dryden, plus favorable au wit, argumente dans An Essay of Dramatick Poesie (1668) que les meilleurs personnages comiques de Jonson ne sont guère que des automates (« Mechanick People »). Shadwell, favorable quant à lui aux humeurs, lui répond dans la préface de sa première pièce, The Sullen Lovers (1668), que la comédie spirituelle est non seulement triviale, mais aussi immorale, où bien souvent un vaurien, ivrogne et grossier, tient lieu de jeune premier, et où un garçon manqué, impudent et mal élevé, joue le rôle de l'amante. Pourtant, l'un comme l'autre associent ces deux traditions de comique dans leurs comédies, prenant, comme dit Dryden, « the mixt way », le chemin médian. Mais ils ne se satisfont pas d'être de simples clones des anciens maîtres. Ils incorporent les traditions comiques dont ils ont hérité dans de nouvelles variations, afin de répondre aux attentes et aux besoins de leurs publics. En empruntant très souvent aux comédies de mœurs de Molière des fragments ou des idées d'intrigue, ils introduisent, volontairement ou pas, la comédie de mœurs dans la comédie de la Restauration, qui sera qualifiée parfois de « comedy of manners », notamment par John Palmer et Charles Lamb.

## Compagnies théâtrales

### Premières compagnies patentées, 1660–1682

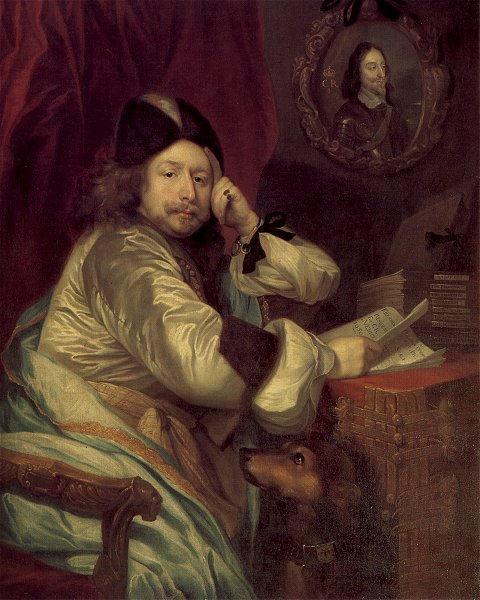
Thomas Killigrew ; portrait par William Sheppard (1650).

Intéressé par le théâtre, qu'il a découvert principalement en France pendant son exil, Charles II en est un mécène actif. Peu après son accession au trône, le 29 mai 1660, il accorde des droits exclusifs de représentation par lettres patentes à la King's Company (« Troupe du roi ») et à la Duke's Company (« Troupe du duc », par référence au duc d'York, frère du roi et futur Jacques II), dirigés par deux auteurs dramatiques d'âge mûr, de l'époque de Charles Ier, Thomas Killigrew et William D'Avenant.
Comme la production théâtrale a été suspendue pendant dix-huit ans, tous deux se précipitent pour obtenir les droits de représentation des pièces de la génération précédente, c'est-à-dire des époques de Jacques Ier et de Charles Ier, condition nécessaire à leur survie financière, en attendant l'écriture de pièces nouvelles. On joue donc Shakespeare, Ben Jonson, et surtout Francis Beaumont et John Fletcher,, dans la proportion selon Dryden d'une pièce des premiers pour deux des seconds, ce qui, pour Beljame, prouve que le changement dans le goût du public s'est opéré au tout début de la Restauration, avant même l'écriture des premières comédies de la Restauration : « Préférer Beaumont et Fletcher à Shakespeare, c'est préférer l'amusement […] aux plus nobles émotions de l'art dramatique ».

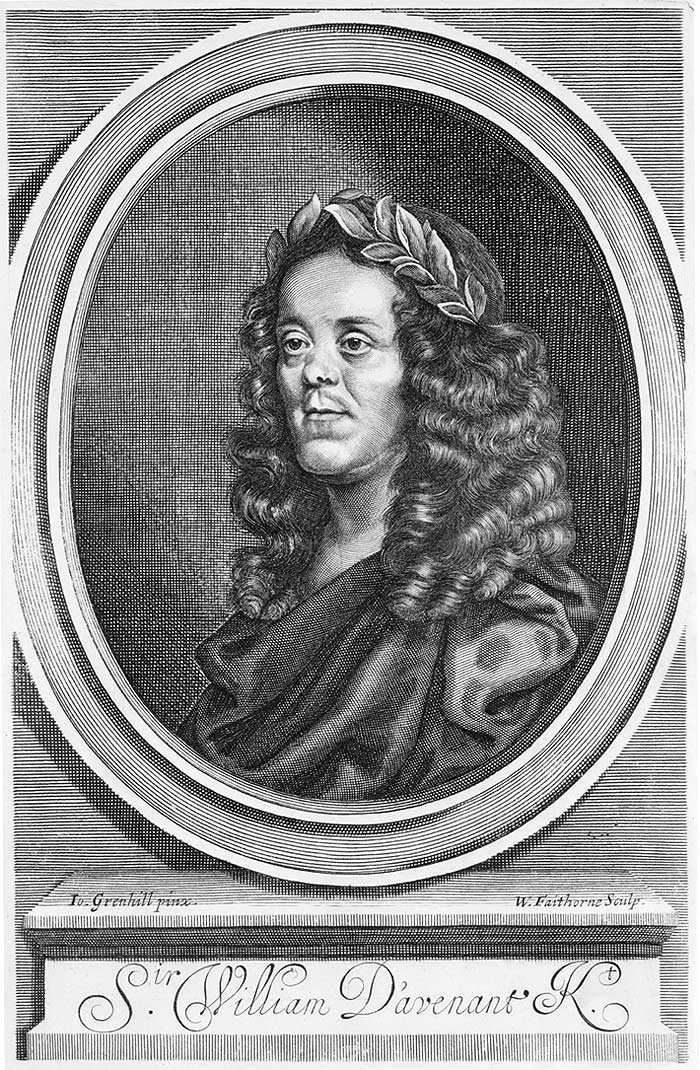
William D'Avenant

La seconde priorité des deux directeurs est de construire de nouveaux et splendides théâtres patentés, respectivement à Drury Lane et à Dorset Garden. Chacun s'évertuant à surpasser l'autre en magnificence, Killigrew et d'Avenant aboutissent à des théâtres assez semblables, tous deux conçus par Christopher Wren, tous deux optimisés pour la musique et la danse, et tous deux équipés de décors mobiles et de machineries sophistiquées pour produire le tonnerre, la foudre et les vagues,.
Dans les premiers temps de la Restauration, le public n'est pas exclusivement composé d'aristocrates de la cour, comme cela a été parfois supposé. Ce public est malgré tout peu nombreux, et il ne peut guère faire vivre deux compagnies. Il n'y a pas non plus de réserve inexploitée de spectateurs occasionnels. Dix représentations consécutives constituent un succès retentissant, comme le signale John Downes au sujet de la pièce Œdipus de John Dryden.
Ce système clos contraint les auteurs à être extrêmement sensibles aux goûts du public. Les modes au théâtre peuvent changer presque d'une semaine sur l'autre, plutôt que d'une saison à l'autre, car chaque compagnie réagit aux offres de l'autre, et elles sont en permanence à la recherche de pièces nouvelles. La King's Company et la Duke's Company rivalisent pour gagner la faveur du public, pour engager des acteurs populaires, pour monter de nouveaux spectacles. C'est dans ce climat de fièvre que naissent ou s'épanouissent de nouveaux genres théâtraux : le drame héroïque, la tragédie féminine et la comédie de la Restauration.

### United Company, 1682–1695
Le théâtre souffre en qualité et en quantité, lorsqu'en 1682, la Duke's Company, qui a connu plus de succès, absorbe la King's Company en difficulté, formant ainsi une compagnie unique, baptisée l'United Company. La production de nouvelles pièces chute nettement dans les années 1680, à cause à la fois du monopole, créé par la fusion des deux compagnies existantes, et de la situation politique (voir ci-dessous le déclin de la comédie). L'influence et les revenus des comédiens chutent également. À la fin des années 1680, des investisseurs rapaces, les « Aventuriers », s'abattent sur l'United Company, tandis que l'avocat Christopher Rich en prend la direction. Rich tente de financer un imbroglio de « parts en gérance » et de commanditaires associés, en réduisant considérablement les salaires et, plus maladroitement encore, en supprimant les avantages traditionnels des interprètes principaux, des vedettes qui avaient la capacité de riposter.

### Guerre des théâtres, 1695–1700

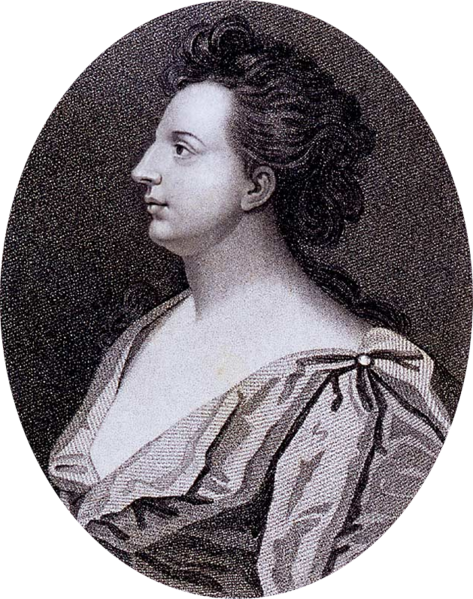
Portrait d'Elizabeth Barry.

Colley Cibber, alors jeune employé de l'United Company, écrit : « Les propriétaires de la compagnie, qui avaient créé ce monopole du théâtre, et qui, par conséquent, supposaient qu'ils pourraient imposer ce qu'ils voudraient à leurs employés, ne pensaient pas qu'ils étaient en train de tenter d'asservir un groupe d'acteurs que le public était disposé à soutenir ». Des interprètes, comme le légendaire Thomas Betterton, la tragédienne Elizabeth Barry, et la jeune étoile montante Anne Bracegirdle ont les spectateurs de leur côté, et, confiants en ce soutien, ils quittent la compagnie.
Grâce à l'appui du comte de Dorset, le Lord Chamberlain du moment, les acteurs obtiennent du roi une « licence pour jouer » le 25 mars 1695, contournant ainsi la propriété de Rich sur les patentes des deux premières compagnies de 1660. Ils forment leur propre compagnie théâtrale sous la forme d'une coopérative et ils s'installent au vieux théâtre de Lincoln's Inn Fields en avril 1695. Cette entreprise originale est dotée d'un règlement détaillé, destiné à éviter l'arbitraire de la direction administrative, et à gérer les parts des dix acteurs principaux, les conditions d'emploi des salariés et des autres acteurs, ainsi que les prestations maladie et les retraites de tous. La coopérative a la chance de débuter le dernier jour d'avril 1695 avec la première de la célèbre pièce de William Congreve, Love For Love (Amour pour amour). Elle a également les compétences pour en faire un énorme succès au box-office.
Londres possède de nouveau deux compagnies théâtrales concurrentes. La lutte de celles-ci pour attirer le public redynamise brièvement le théâtre de la Restauration, mais elle le place aussi sur une pente fatale. Tout d'abord le renouvellement rapide des représentations engendre une précipitation qui fait engager pour les rôles importants des acteurs médiocres, et réduire au strict minimum les répétitions. Colley Cibber en dépeint le résultat : « Le théâtre devint rapidement le champ de l'ignorance et de la vanité. Shakespeare fut défiguré, […] Hamlet et Othello perdirent tout leur bon sens, […] Brutus et Cassius devinrent des bravaches criards, aux yeux vides, aux expressions fausses et à l'élocution ampoulée ! »,. Pepys se plaint aussi souvent que les comédiens oublient leurs textes ou improvisent. Puis, pour attirer coûte que coûte les spectateurs, le goût le plus bas du public est privilégié. La compagnie de Rich offre notoirement des attractions du style de la foire Saint-Barthélémy — lutteurs, jongleurs, funambules, animaux savants — tandis que les acteurs de la coopérative, tout en faisant appel au snobisme, en se présentant comme la seule compagnie théâtrale légitime de Londres, ne sont pas non plus sans reproches, faisant « réciter des prologues à des gamins de cinq ans et déclamer des épilogues à des dames à cheval ».

## Acteurs et actrices

### Premières actrices

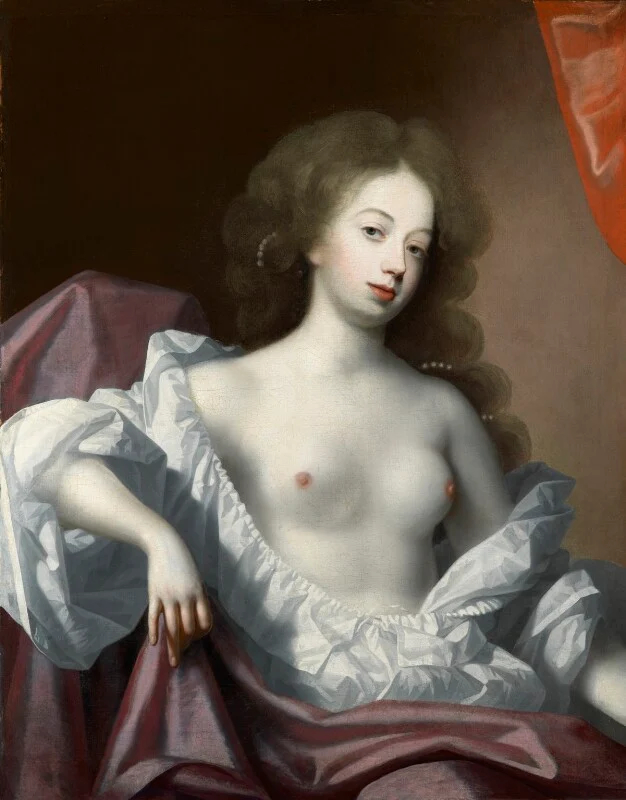
Nell Gwynn a été l'une des premières actrices professionnelles. Elle fut également la maîtresse de Charles II.

Déjà à l'époque élisabéthaine, donc bien avant le régime puritain du Commonwealth de l'Angleterre, qui précède la Restauration, la présence des femmes est interdite sur scène, et tous les rôles féminins sont tenus par des hommes. Par exemple, dans Le Songe d'une nuit d'été de Shakespeare, on voit Flute, le raccommodeur de soufflets, refuser de jouer le rôle de la jeune fille, Thisbé, parce que la barbe commence à lui pousser (Acte I, scène 2). À cause de cette omniprésence masculine, Shakespeare a manifestement pris grand soin de minimiser les scènes sensuelles, les embrassades et les exhibitions corporelles. Pour les rôles travestis, comme Viola dans la Nuit des rois, ce sont des garçons qui se déguisent en filles qui se déguisent en garçons
La patente royale accordée le 21 août 1660 aux deux théâtres, réécrite le 25 avril 1662, stipule que les rôles féminins seraient dorénavant tenus exclusivement par des femmes. Cette révolution théâtrale, inspirée par l'usage français, est sans précédent en Angleterre à une exception près : la toute première actrice anglaise à être montée sur scène est madame Coleman, qui a joué le rôle de Ianthe dans la pièce de D'Avenant The Siege of Rhodes en 1656, dans une petite salle privée, Rutland House, grâce à une permission exceptionnelle du gouvernement puritain,.
Cette pratique nouvelle influence fortement la comédie de la Restauration, en permettant de mettre l'accent sur le réalisme sensuel, la candeur sexuelle, et d'exploiter le pouvoir de séduction des actrices. L'amour, le mariage, l'adultère peuvent être joués avec une franchise et un réalisme impossibles à tenir si tous les rôles étaient tenus par des hommes. Les spectateurs des années 1660 et 1670, majoritairement masculins, sont soit curieux, soit sévères, soit ravis de cette nouveauté. Des scènes prolongées de flirt, des baisers passionnés et même des tentatives de viol permettent à l'auteur de captiver le public avec des jeunes filles en tenue provocante, échangeant des sous-entendus ou de franches paillardises avec des galants tout aussi éblouissants. Samuel Pepys confie à multiples reprises dans son journal combien il aime se rendre au théâtre afin de voir et revoir jouer certaines actrices. Il précise qu'il a vu la première fois des femmes sur scène lors de la reprise de Beggars' Bush de John Fletcher le 20 novembre 1660,.

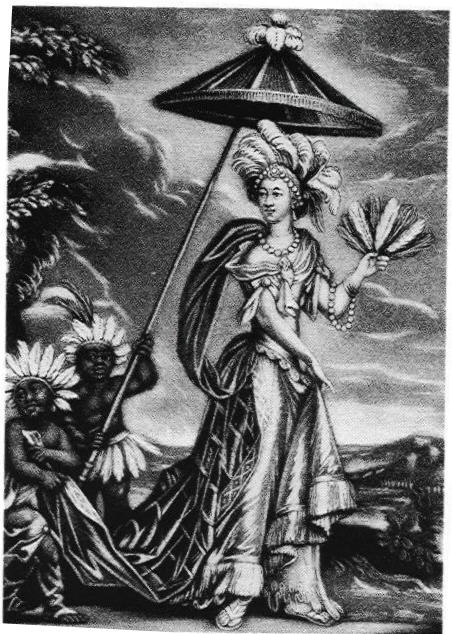
Anne Bracegirdle en reine des Aztèques dans The Indian Queen de John Dryden et Robert Howard

Des scènes de comédie audacieuses et suggestives impliquant des femmes deviennent particulièrement nombreuses, même si, bien sûr, les actrices, tout comme les acteurs, se doivent de jouer fidèlement tous les types de personnages et recréer toutes les ambiances des pièces. (Leur rôle dans le développement de la tragédie de la Restauration est également important. Voir la tragédie féminine.)
Une spécialité nouvelle est introduite quasiment en même temps que l'arrivée des actrices. Il s'agit des rôles travestis, qui exigent des actrices de jouer en habits d'homme, le standard masculin de l'époque étant la culotte courte moulante s'arrêtant aux genoux, et se portant avec des bas. On voit, par exemple, une héroïne pleine d'esprit se déguiser en garçon pour se cacher ou pour prendre part à une équipée interdite aux filles. Un quart des pièces jouées à Londres entre 1660 et 1700 contient des rôles travestis.
En jouant du travestissement, les femmes peuvent agir avec la liberté que la société accorde aux hommes, et certaines critiques féministes, comme Juliet Dusinberre et Jacqueline Pearson considèrent ce travestissement comme une subversion des rôles traditionnels des sexes, et, pour Katherine M. Quinsey, comme une émancipation pour les femmes du public. Elizabeth Howe objecte que le travestissement en homme, quand on l'étudie dans les textes des pièces, dans les prologues et les épilogues, ne se révèle être « qu'un nouveau moyen de présenter les actrices comme des objets sexuels aux spectateurs mâles », en soulignant grâce à l'habit masculin certaines parties de leur corps, hanches, fessiers et jambes, normalement dissimulées par une jupe.
Parmi les actrices à succès de la Restauration figurent Nell Gwyn, la maîtresse de Charles II, la tragédienne Elizabeth Barry, célèbre pour sa capacité à « remuer les passions » et à faire pleurer une salle entière, la comédienne Anne Bracegirdle dans les années 1690, et Susanna Mountfort, alias Susanna Verbruggen, qui a de nombreux rôles travestis écrits spécialement pour elle dans les années 1680 et 1690. Des lettres et des mémoires de l'époque montrent combien les spectateurs, et aussi les spectatrices, apprécient les savoureuses interprétations par Mountfort de jeunes femmes fanfaronnes et noceuses, vêtues de pantalons courts, et appréciant de ce fait la liberté mondaine et sexuelle dont jouissent les libertins de l'époque.

### Premiers acteurs vedettes

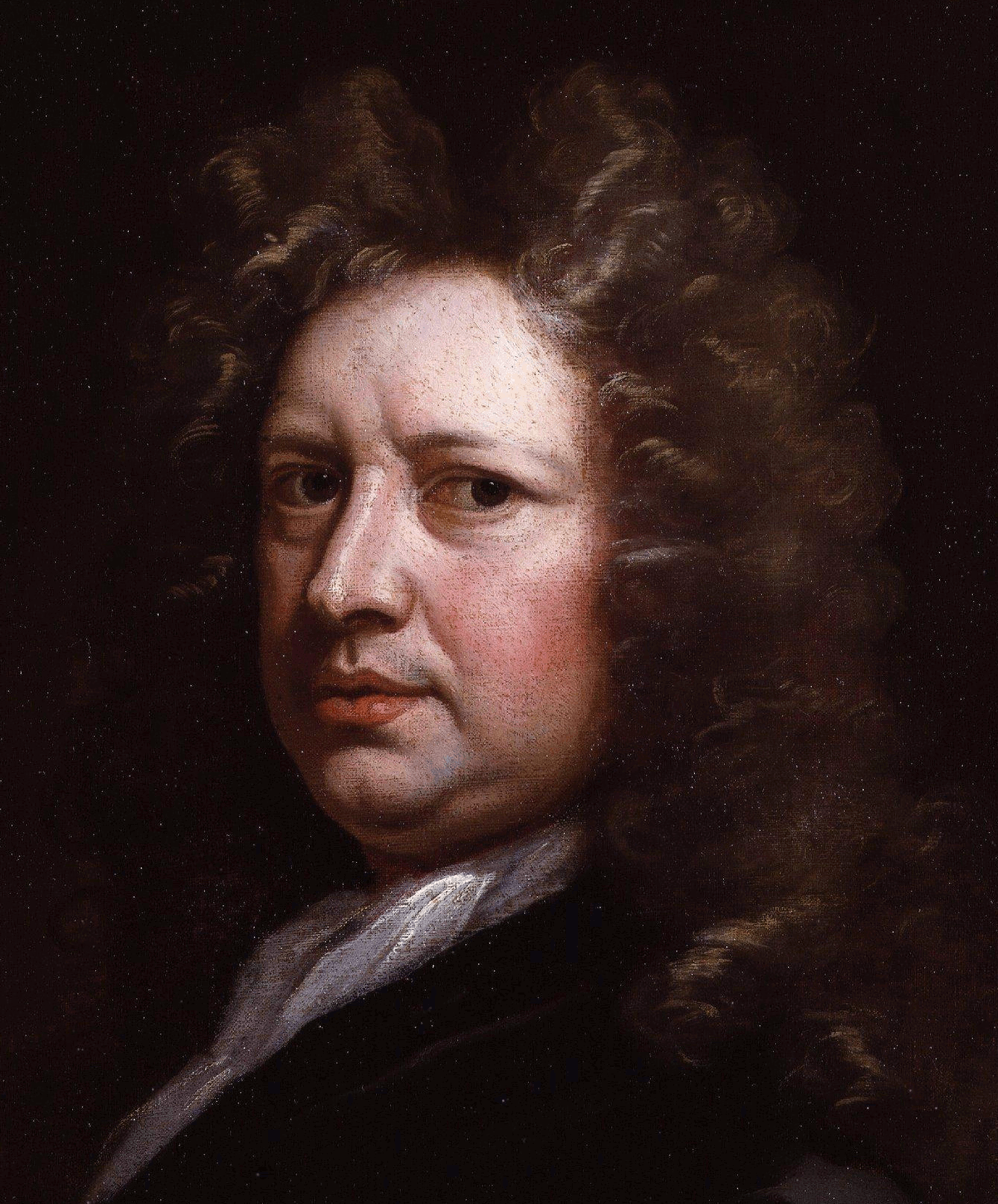
Thomas Betterton a joué l'irrésistible Dorimant dans L'Homme à la mode de George Etherege. Les capacités d'acteur de Betterton sont louées par Samuel Pepys, Alexander Pope, et Colley Cibber.

C'est durant la Restauration que les acteurs et les actrices des scènes londoniennes deviennent pour la première fois des personnalités publiques et des célébrités. Des documents de l'époque montrent que le public est attiré aux spectacles par les talents de certains acteurs autant que par la pièce elle-même, et plus en tout cas que par l'auteur, qui semble disposer du pouvoir d'attraction le plus faible, puisque aucun spectacle n'est promu avant 1699 avec le nom de l'auteur. Bien que les théâtres soient construits de façon à accueillir de vastes publics (le second théâtre de Drury Lane datant de 1674 compte 2 000 places), ils possèdent une forme compacte avec un proscenium s'avançant en arc de cercle vers les spectateurs, permettant une communion plus intime de l'acteur et de son public.

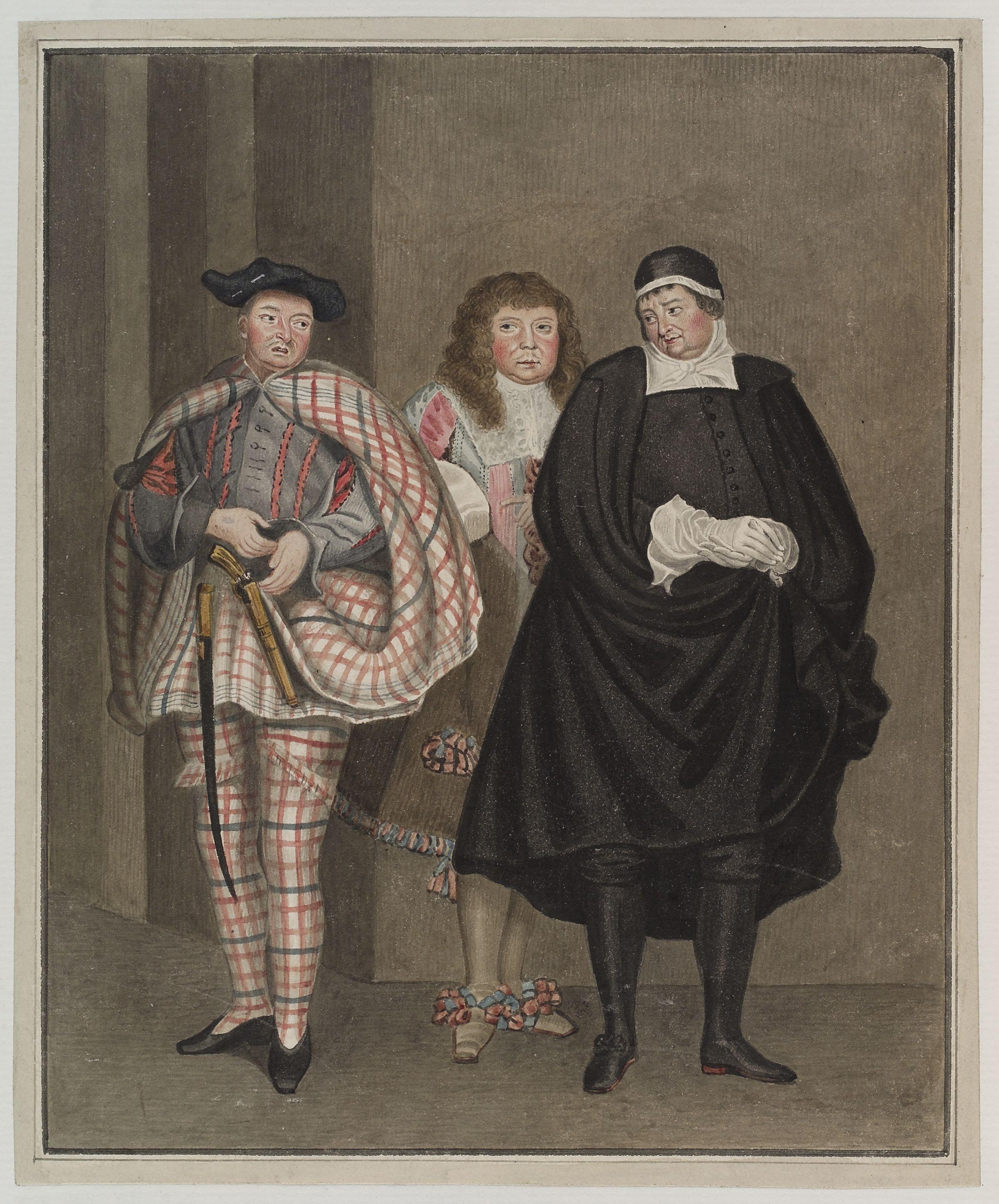
Tableau de John Michael Wright, représentant John Lacy dans trois de ses rôles ; de gauche à droite, jouant le rôle-titre de sa pièce Sauny the Scot, Monsieur Device dans The Country Chaplain du duc de Newcastle, et Scruple dans The Cheats de John Wilson.

Avec deux compagnies se disputant leurs services de 1660 à 1682, les acteurs vedettes peuvent négocier des contrats de star, qui comprennent, en plus du salaire, des parts de la compagnie et des soirées d'hommage. Cette situation lucrative change lorsque les deux compagnies fusionnent en 1682, mais la façon dont les acteurs se rebellent et prennent les commandes d'une nouvelle compagnie en 1695, montre bien le statut et le pouvoir qu'ils ont acquis depuis 1660.
Les figures masculines dominantes de la King's Company sont : Michael Mohun, Charles Hart et John Lacy. Ce dernier, spécialisé dans les rôles excentriques, car il sait prendre à merveille les accents campagnards et étrangers, est l'un des comédiens favoris de Charles II. Celui-ci l'apprécie tant qu'il le fait peindre à plusieurs occasions, et conserve les tableaux aux châteaux de Windsor ou de Hampton Court. On connaît au moins deux tableaux de John Michael Wright, qui le représentent et qui se trouvent maintenant au National Portrait Gallery de Londres. Les plus brillantes étoiles de la Duke's Company sont Elizabeth Barry (« la célèbre madame Barry, qui fit jaillir les larmes des yeux de son public ») et Thomas Betterton, qui organisent tous deux activement la révolte des acteurs en 1695 et qui, tous deux, possèdent des parts de la nouvelle compagnie coopérative.
À partir de 1660 et jusqu'au XVIIIe siècle, Betterton joue tous les premiers rôles masculins. Après avoir vu Hamlet en 1661, Samuel Pepys rapporte dans son journal que la jeune recrue Betterton « joua le rôle du prince au-delà de toute imagination ». Les interprétations expressives de Betterton semblent avoir attiré les spectateurs aussi magnétiquement que la nouveauté de voir des femmes sur scène. Il s'affirme rapidement comme le premier rôle de la Duke's Company, et il joue Dorimant, personnage principal du libertin irrésistible, lors de la première de L'Homme à la mode de George Etherege en 1676. La situation de Betterton demeure incontestable pendant les années 1680, aussi bien en tant que premier rôle de la compagnie que comme régisseur et chef de fait au quotidien. Il est très apprécié de Charles II, qui l'envoie en France pour étudier les nouveautés en matière d'art théâtral. C'est sans doute grâce à ce voyage que sont introduits sur les scènes anglaises les décors mobiles, que Betterton observe dans la salle des machines du Palais des Tuileries au Louvre à Paris, et qui remplacent les tentures de tapisserie, héritage du théâtre élisabéthain.
Betterton reste fidèle à Rich plus longtemps que la plupart de ses collègues, mais en fin de compte, c'est lui qui amène le départ des comédiens en 1695, et qui devient le directeur artistique de la nouvelle compagnie.

## Évolution des salles de spectacle

### La salle du théâtre élisabéthain

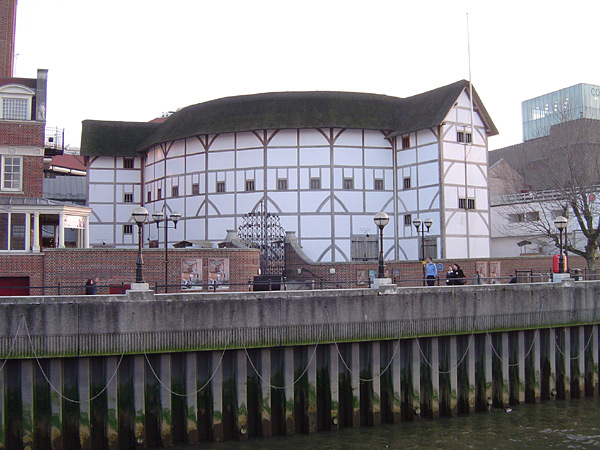
Reconstruction du théâtre du Globe à Londres

À la fin du Moyen Âge, en France, en Italie, en Espagne et en Angleterre, le théâtre des mystères et des miracles trouvait place dans un lieu vraisemblablement circulaire. Malgré le peu de dessins et de documents descriptifs, des historiens du théâtre comme Henri Rey-Flaud, Sydney Higgins et Anne Surgers soutiennent cette thèse.
Le théâtre élisabéthain hérita de cette forme caractéristique, un cylindre évidé en son centre, que Shakespeare définit de O en bois (« wooden O ») dans le prologue de Henry V. Le trait épais du O correspond au bâtiment circulaire sur trois niveaux destiné à accueillir le public, la scène se trouvant à ciel ouvert au centre du O. La partie du bâtiment circulaire appelée mimorum aedes, la maison des acteurs, est utilisée par ceux-ci pour se préparer et sans doute pour ranger les costumes et les objets nécessaires au spectacle. Aussi les spectateurs ne sont pas répartis sur 360° autour de la scène, mais ils entourent tout de même les acteurs sur plus de 260°. Ainsi, si certains spectateurs sont placés face au spectacle, d'autres le voient de profil et certains même de trois-quarts arrière. Cette scène presque entièrement encerclée par les spectateurs est une caractéristique du théâtre élisabéthain, très différente du théâtre à l'italienne, où les spectateurs font tous face à la scène, établie à une extrémité de la salle. Au début du XVIIe siècle, Londres compte dix théâtres de style élisabéthain, tous construits hors des murs de la cité, pour une population de 200 000 habitants. Killigrew et D'Avenant, futurs directeurs de troupe à la Restauration, jouent exclusivement dans ce type de salle circulaire jusqu'en 1642.

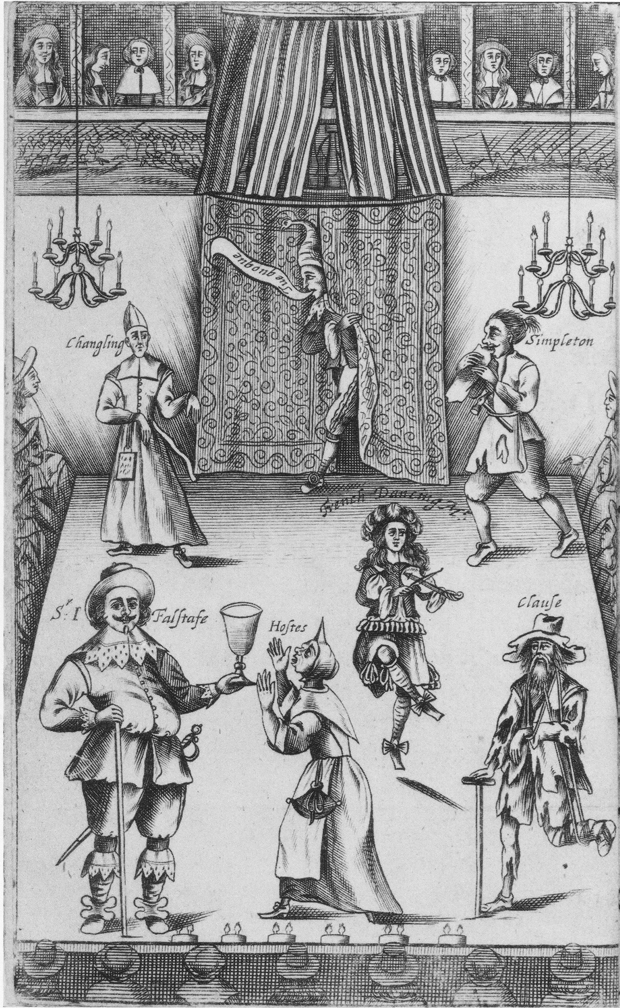
Spectacle de drolls au Red Bull au début de la Restauration (1662). Les spectateurs occupent les quatre côtés de la scène.

Entre 1642, date de fermeture des théâtres, et 1644, la quasi-totalité des théâtres élisabéthains sont détruits par les Puritains. C'est ainsi que disparaissent « The Theater », le plus ancien, « The Globe », le plus célèbre, théâtre de Shakespeare, mais aussi « The Rose », « The Curtain », « The Fortune », etc. Quelques rares échappent à la destruction, comme le Red Bull Theatre ou le Cockpit Theatre. Comme le nom de ce dernier l'indique, celui-ci avait été bâti à l'origine, en 1616, pour des combats de coq, et il survit pendant l'Interrègne puritain en servant de salle de classe et, occasionnellement, de salle d'opéra par Killigrew, la musique n'étant pas considérée comme du jeu d'acteur.

### Salles du début de la Restauration
Lorsqu'en 1660, les spectacles théâtraux sont de nouveau autorisés, la pénurie de salles est telle que les deux troupes patentées rivales de Londres, la King's Company et la Duke's Company, doivent partager pendant quelques mois le Cockpit Theatre. Les seules salles suffisamment vastes disponibles étant d'anciens courts de tennis, la King's Company emménage provisoirement au court de tennis de Gibbon, situé Vere street, tandis que la Duke's Company prend possession du court de tennis de Lisle street. Ces salles ont une forme rectangulaire allongée, totalement inhabituelle pour les directeurs de ces troupes, Killigrew et Davenant, alors que leurs protecteurs, Charles II et le duc d'York, qui étaient plus au courant du théâtre français qu'anglais, avaient vu jouer les pièces de Molière dans les jeux de paume parisiens, de forme et de dimension similaires. Comme en France, la scène est établie à une extrémité, sur une des largeurs, donnant une salle de grande profondeur plutôt incommode, car beaucoup de spectateurs se retrouvent loin de la scène, tandis que d'autres sont assis de profil par rapport à celle-ci.
Cette modification de la forme des salles a de multiples conséquences. « Cette disposition en profondeur change considérablement, par comparaison avec le théâtre élisabéthain, le rapport des spectateurs et des acteurs ». Tout d'abord elle modifie le jeu des acteurs : « le théâtre à l'italienne, par sa configuration frontale, a conduit les acteurs à négliger le volume de leur corps, et à oublier leur dos, puisque celui-ci n'avait pas à être vu », alors que les acteurs élisabéthains travaillaient à une éloquence globale de leur corps, y compris « l'éloquence du dos ». Cette forme allongée éloigne aussi l'acteur du public et élimine l'intimité créée par une scène circulaire entourée par les spectateurs. En revanche, cette configuration rectangulaire permet l'utilisation de décors constitués de panneaux coulissants peints, facilement escamotables sur les côtés. Répartis sur plusieurs pans, ils produisent un effet de perspective, ou, regroupés au centre de la scène, ils forment, par exemple, les bosquets propices aux comédies de Shadwell, ou la cachette nécessaire aux « closet scenes », où un personnage caché surprend une conversation ou une confidence, relançant ainsi l'action. Cette configuration permet aussi la création de véritables coulisses, où, grâce aux voix-off, la scène devenue trop licencieuse ou trop choquante peut se poursuivre en toute connaissance du public, mais à l'abri de son regard. Cette possibilité scénographique, une des caractéristiques de la comédie de la Restauration, est exploitée de nombreuses fois.

### Nouvelles salles de la Restauration

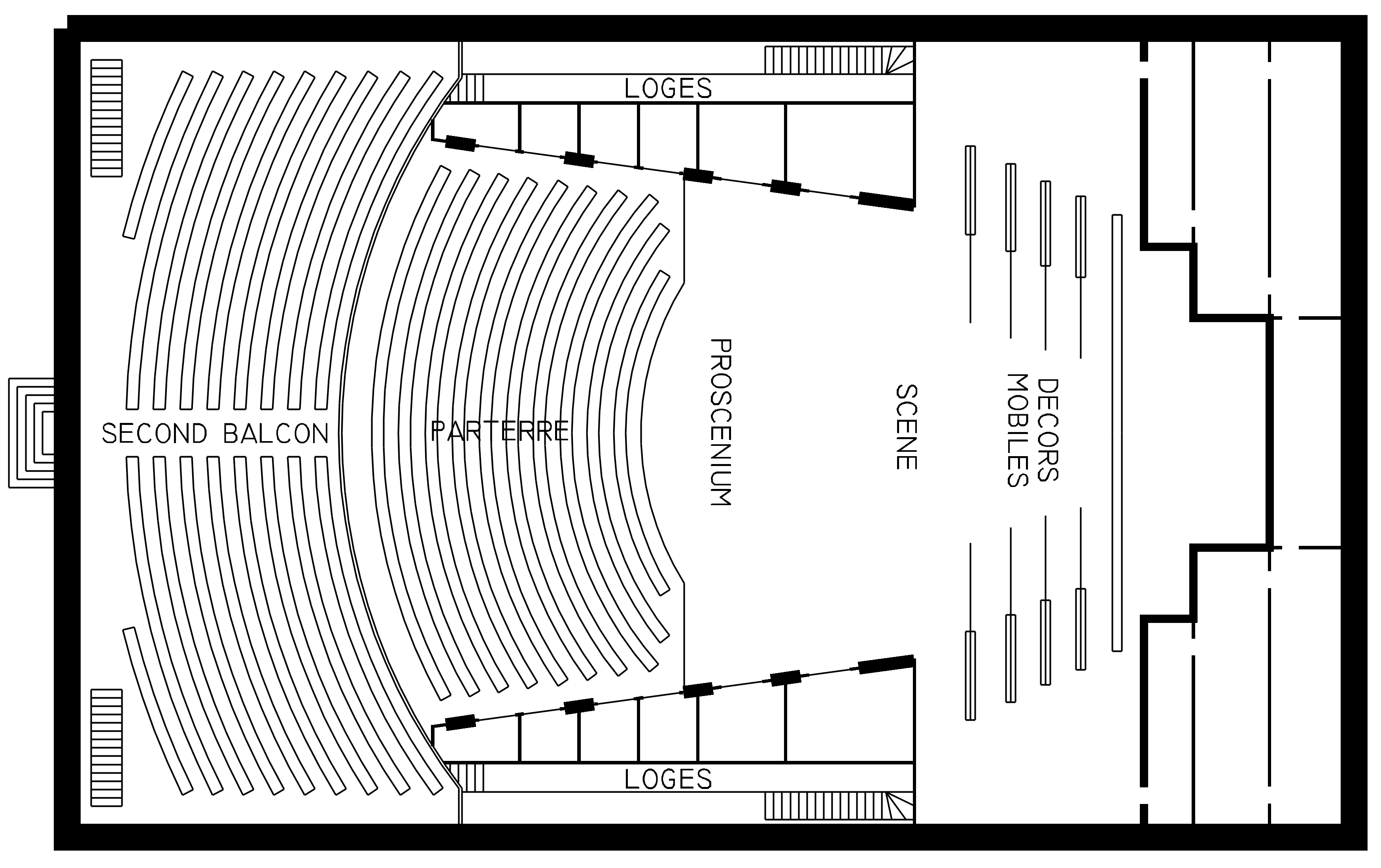
Théâtre typique de la Restauration (le théâtre de Drury Lane en 1674). Le proscenium se trouve au milieu de la salle

Alors que le théâtre français s'accommodera des salles de jeu de paume pendant près d'un siècle, les deux compagnies patentées londoniennes se font construire rapidement de nouvelles salles de spectacle. L'ancienne configuration élisabéthaine est abandonnée au profit du théâtre à l'italienne,, afin de bénéficier des décors facilement amovibles et de machineries complexes logées dans les coulisses ou dans les cintres. Ces installations sont plus profitables à la tragédie et au spectacle à grande mise en scène qu'à la comédie. En revanche, pour que cette dernière obtienne l'intimité dont elle a besoin, la salle est moins profonde, plus compacte, et surtout, un proscenium profond et aussi large que la scène, s'avançant en arc de cercle vers le public, est ajouté en avant de la scène, ce qui est une caractéristique de tous les théâtres de la Restauration et est propre à l'Angleterre. Quelle que soit la taille ou de la capacité du théâtre, cet espace de jeu, qui fait aussi partie de la scène, proche du public et encadré par des loges de spectateurs, contribue à la sensation d'intimité. « Les comédiens pouvaient s'approcher des spectateurs autant qu'ils le voulaient, afin d'établir la relation la plus appropriée entre le personnage et le public ». C'est en sorte un équivalent de la plate-forme centrale des anciens théâtres élisabéthains publics ou privés, appelée aussi proscenium à cette époque. Ce proscenium ou avant-scène est idéal pour les pièces où chaque mot a son importance, et le maintien de cet espace dans les salles de la Restauration signifie que les nouveaux auteurs sont encouragés à écrire des pièces où le texte, émaillé de mots d'esprit, de monologues, d'apartés et de confidences au public, a une valeur capitale.
Certains directeurs de théâtre, comme Rich, plus intéressés par la rentabilité du théâtre que par la qualité de la représentation, font parfois raccourcir cette avant-scène de quelques mètres pour gagner quelques rangs de spectateurs. Des acteurs, comme Colley Cibber, déplorent cette mesure, qui trouble le spectacle : « La forme originelle permettait aux acteurs de se tenir plus près que maintenant du public de plus de trois mètres. […] Quand les acteurs disposaient de cet espace supplémentaire, leur permettant de s'avancer, leur voix se trouvait alors plus au centre de la salle, ce qui faisait que l'oreille la plus lointaine n'avait pas la moindre difficulté à saisir même l'expression la plus faible ». Cette tendance à la réduction, voire à la suppression, du proscenium se confirme avec le temps. J. Dulck remarque qu'après 1700 le mouvement vers la scène à l'italienne pure se poursuit, l'espace consacré au décor s'agrandit, tandis que l'avant-scène recule. Ainsi s'estompe la salle de théâtre de la Restauration, qui a eu son influence sur la nature de la comédie de cette époque.

## Comédies de la Restauration

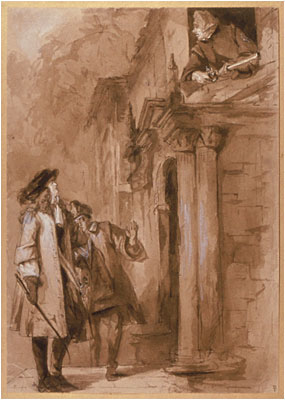
Tom Fashion, se faisant passer pour Lord Foppington, parlemente avec Sir Tunbelly Clumsey dans La Rechute ou la Vertu en danger de John Vanbrugh. (Acte III, Scène III). Tableau de William Powell Frith.

Le théâtre des années 1660 et 1670 est dynamisé par la compétition existant entre les deux compagnies patentées, créées à la Restauration, ainsi que par l'intérêt personnel que Charles II porte au théâtre. Les auteurs comiques répondent à la demande de pièces nouvelles, en pillant sans vergogne les répertoires contemporains français et espagnol, les pièces anglaises des époques de Jacques Ier et de Charles Ier, et même celles du théâtre grec antique et du théâtre romain classique, tout en combinant de manière fantaisiste les intrigues subtilisées. Aussi la comédie de la Restauration se caractérise par une grande diversité, créée par des changements rapides de mode. La production est immense. Entre 1660 et 1710, pas moins de deux cents auteurs dramatiques sont à l'ouvrage, sans compter une centaine de pièces qui paraît anonymement. Même si le cours de « Théâtre de la Restauration » enseigné aux étudiants est condensé de telle façon que toutes ces pièces semblent avoir été écrites au même moment, donnant l'impression d'un monolithe statique et lisse, les chercheurs sont maintenant convaincus que le théâtre anglais connut, pendant cette cinquantaine d'années, de constantes mutations, et qu'ils en ont saisi les causes sociales et politiques.
Pourtant le climat de l'époque ne semble guère propice à l'essor de la comédie. La Restauration débute par la chasse aux régicides, et les têtes de onze d'entre eux sont fixées au Pont de Londres. Entre 1666 et 1667, la Grande peste de Londres tue près de 100 000 personnes, et elle est suivie d'un grand incendie qui ravage Londres. Ces deux catastrophes font fermer les théâtres pendant près de dix-huit mois. Les dissidents de l'Église anglicane sont persécutés, les députés corrompus, les livres censurés, et seuls les journaux gouvernementaux peuvent paraître. Lors du Raid sur la Medway durant la deuxième guerre anglo-néerlandaise, la flotte hollandaise remonte la Tamise en juin 1667, coulant des navires anglais, et mettant à mal l'orgueil national. À cela, il faut ajouter des crises financières, la panique lors du complot papiste et la crainte d'une guerre civile lors de la Rébellion de Monmouth, fils illégitime de Charles II, qui tente de renverser Jacques II. C'est pourtant dans cette période troublée que se développe et prospère la comédie de la Restauration.

### Évolution de la comédie de la Restauration
La comédie de la Restauration connaît pendant sa courte existence deux apogées. Elle atteint tout d'abord une spectaculaire maturité au milieu des années 1670, plus précisément de 1664 à 1677, avec une débauche de comédies aristocratiques, parmi lesquelles figurent : She Would if She Could (Elle le ferait si elle le pouvait) de George Etherege en 1668, The Conquest of Granada (La Conquête de Grenade) de John Dryden en 1670, The Rehearsal (La Répétition) du duc de Buckingham en 1671, The Country Wife (La Provinciale) en 1675 et The Plain Dealer (L'Homme franc) en 1676 toutes deux de William Wycherley, The Man of Mode (L'Homme à la mode) de George Etherege en 1676, et All for Love (Tout pour l'amour) de John Dryden en 1677.
Ce court âge d'or fut suivi de vingt années moins fécondes, pendant lesquelles il faut toutefois noter la réussite d'Aphra Behn et quelques pièces comme Venice Preserved (Venise sauvée) de Thomas Otway en 1682.
Aux alentours des années 1690, plus précisément de 1689 à 1710, la comédie de la Restauration, en visant un public plus large, connaît une seconde mais brève renaissance. On peut nommer pendant cette période : The Double-Dealer (Le Fourbe) de William Congreve en 1693, The Relapse (La Rechute ou la Vertu en danger) en 1696 et The Provoked Wife (L'Épouse outragée) en 1697 toutes deux de John Vanbrugh, The Way of the World (Le Train du monde) de William Congreve en 1700, et The Beaux' Stratagem (La Ruse du petit maître) de George Farquhar en 1707.
John Palmer résume ainsi cet historique : « La comédie de la Restauration débuta avec Etherege, atteignit la perfection avec Congreve, déclina progressivement avec Vanburgh et Farquhar, et s'éteignit avec Sheridan et Goldsmith ».
Les comédies des deux périodes fastes sont extrêmement différentes les unes des autres. On a tenté de montrer ci-dessous la modification du goût en une génération en décrivant en détail The Country Wife (La Provinciale) de 1675 et The Provoked Wife (L'Épouse outragée) de 1697. Ces deux pièces possèdent des différences caractéristiques, tout comme un film hollywoodien des années 1950 diffère d'un autre des années 1970. Ces pièces toutefois ne sont pas présentées comme des exemples type de leur décennie, car de tels exemples n'existent pas. Même durant la très brève durée de ces âges d'or, les types de comédie n'ont cessé de muter et de se multiplier.

### Théâtre des premières années de la Restauration (1660-1664)

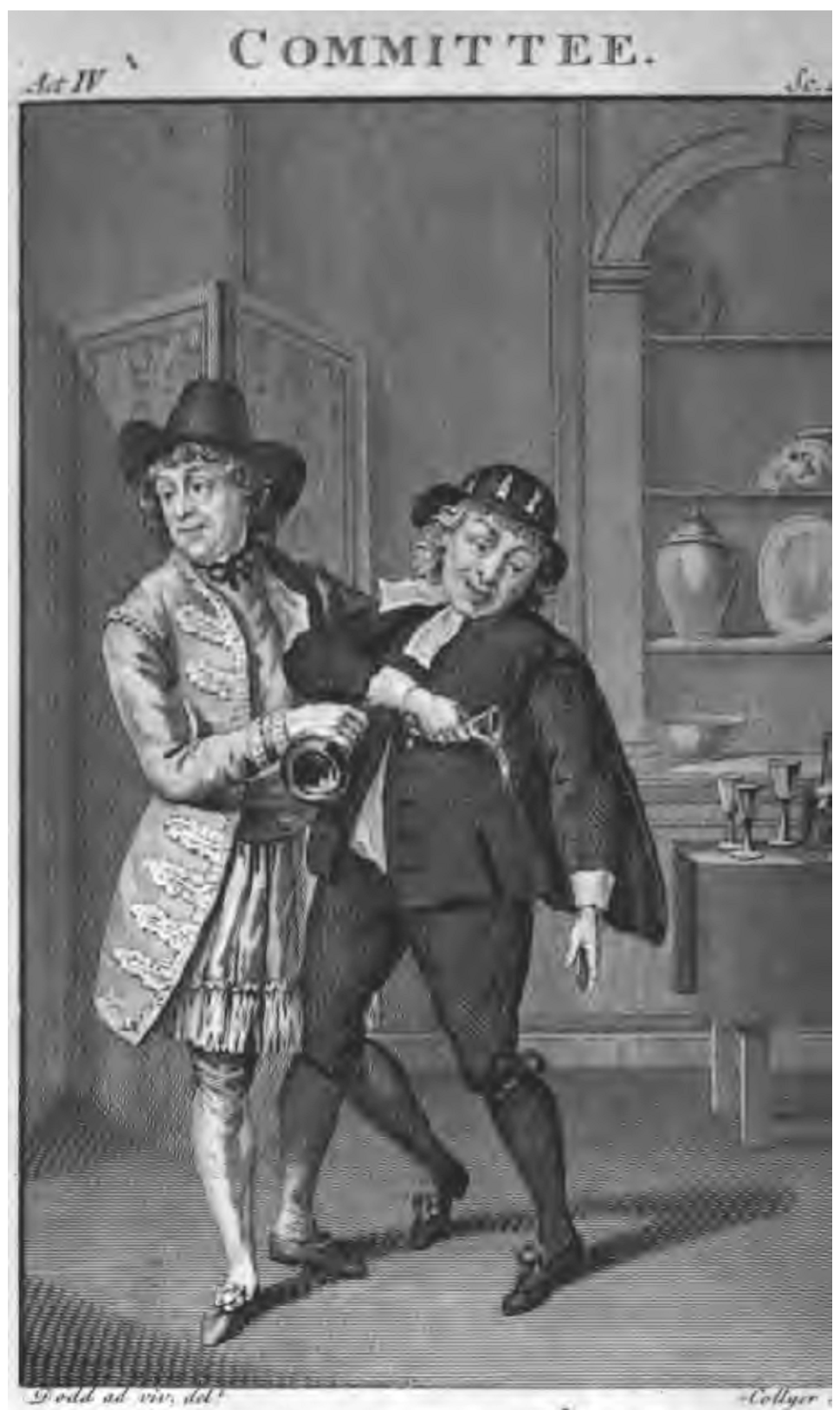
Teague enivrant Obadiah dans The Committee (1662) de Robert Howard, acte IV scène 2

À leur création, les deux compagnies se partagent de manière inégale le patrimoine dramatique. La King's Company obtient la majorité des droits. En plus du monopole sur Jonson, elle gagne une partie du répertoire de Shakespeare, et la meilleure part de Fletcher. Cette répartition injuste force les compagnies à adopter des politiques différentes d'exploitation de leurs fonds dramatiques. La Duke's Company, au répertoire pauvre, est forcée d'innover, tandis que la King's Company, jouant principalement le vieux répertoire, devient conservatrice. Faute de matériel suffisant, D'Avenant adapte, en les modifiant considérablement, les pièces qui lui ont été attribuées. C'est ainsi que naissent des adaptations de Mesure pour mesure en 1662, où se trouvent mêlées des portions de Beaucoup de bruit pour rien et, en 1664, de Macbeth, où sont ajoutés des couplets rimés et des chansons. Ce travail, nécessaire les premiers temps pour offrir aux spectateurs des spectacles nouveaux, se poursuivra de nombreuses années.
D'autres techniques sont employées pour enrichir le répertoire du moment. L'imitation de la comédie espagnole et des « novelas » apporte aux pièces de l'animation et de la nouveauté. De ces premiers efforts, naissent en 1662 The Committee, une comédie politique de Robert Howard, où deux couples royalistes exemplaires récupèrent leurs biens confisqués par des Puritains malhonnêtes, et une tragi-comédie, The Adventures of Five Hours, adaptation par sir Samuel Tuke de la pièce Los Empeños de Seis Horas, que l'on croyait alors écrite par Calderón et qui est aujourd'hui attribuée à Antonio Coello. Cette dernière pièce eut un succès énorme et Pepys en fait un éloge dithyrambique dans son Journal,, la jugeant même supérieure à Othello. Dryden, pourtant peu doué pour la comédie, commence sa carrière de dramaturge par The Wild Gallant (1663), une comédie des humeurs, à l'intrigue confuse, fortement inspirée par Jonson,, où la recherche d'un mari par Isabella est le moteur principal de l'action.
Mais, malgré l'adaptation de nombreuses pièces et une activité théâtrale intense, les gens se pressant en nombre dans les rares théâtres, découvrant ou redécouvrant ce genre de spectacle, rien de véritablement nouveau n'apparaît encore,.

### Première période de la comédie de la Restauration (1664 – 1677)
La monarchie est fondée sur l'axiome que les aristocrates possèdent le droit naturel de gouverner, car ils sont supérieurs par la naissance. À la Restauration, les lords rentrent en Angleterre, après avoir subi de cinglants revers militaires pendant les guerres civiles, alors que la guerre avait toujours été leur domaine réservé. À leur retour, ils cherchent donc à retrouver une légitimité et à réaffirmer leur supériorité. Le théâtre leur en donne l'occasion. Très vite la tragédie vante les qualités aristocratiques des héros, rois ou conquérants. Le drame héroïque des années 1660 est explicitement royaliste, et Charles II, grand admirateur du théâtre de Corneille, encourage le genre. Il faut, en revanche, quelques années à la comédie pour montrer le royaliste, homme d'esprit (le wit), ridiculiser les commerçants cupides de la City (les cits), les nigauds de la campagne (les squires), les parvenus enamourés qui envahissent les beaux quartiers, et les puritains hypocrites, démontrant ainsi sa supériorité intellectuelle.

#### La vengeance comique
Ceux qui placent le début de la première période à 1664 considèrent que La Vengeance comique, ou l’Amour dans un tonneau (« The Comical Revenge, or Love in a Tub ») d'Etherege (1664) est la première véritable comédie de la Restauration,,. Selon Derek Hughes, cette comédie célèbre la frivolité de l'ordre nouveau et marque l'émergence d'une nouvelle culture et non la reprise du monde de Charles Ier. Edmund Gosse avance : « ce qui donne à La Vengeance comique sa valeur particulière et sa nouveauté est qu'elle a été écrite par un homme qui a vu et compris L'Étourdi (1653), Le Dépit amoureux (1658) et Les Précieuses ridicules (1659), et qui s'est empressé de rentrer en Angleterre avec une idée totalement neuve de ce que la comédie devait être. »
La Vengeance comique est une comédie à intrigues multiples, mêlant une intrigue héroïque en vers, opposant honneur et amour, à plusieurs intrigues comiques en prose, ainsi qu'à une farce. Etherege y introduit un personnage nouveau, la dame de qualité qui prend l'initiative dans les entreprises de séduction, et qui cache peu ses appétits sexuels, tout en ayant grand soin de sa réputation. On la retrouve dans nombre de comédies de la Restauration ultérieures : lady Touchwood, lady Plyant et lady Froth dans Le Fourbe, lady Cookwood dans Elle le ferait si elle le pouvait, lady Faddle dans The Country Wit, lady Fidget dans La Provinciale, lady Gimcrack dans The Virtuoso en seront quelques-unes de ses incarnations. Ce personnage de Don Juan féminin sera un des objets de scandale pour les critiques des siècles suivants. Etherege crée un effet comique en jouant sur l'interversion des rôles de l'homme et de la femme dans le rapport de séduction. À l'acte II scène 1 de cette pièce, la veuve Rich, entreprenante et décidée, tente d'entraîner dans le jardin sir Frederick Frollick, méfiant et timoré :
| Sir Frederick — Où ? Où voulez-vous me conduire, madame ? Quelle est votre intention ? Veuve Rich — Faire un tour dans le jardin et nous arrêter dans un endroit frais. Sir Frederick — Madame, je n'ose m'aventurer sous ces ombrages propices au badinage. Je devine que vous avez l'esprit à parler d'amour, mais mon cœur est trop tendre pour qu'on puisse lui faire confiance dans ce genre de conversation. Veuve Rich — Je ne peux imaginer que vous soyez aussi sottement vaniteux. Est-ce votre esprit, monsieur, ou votre personne qui me parle? |

#### Mobilisation des auteurs
En s'inspirant de vieux auteurs comme Thomas Middleton, Richard Brome et James Shirley, qui avaient peint sans concession les folies de leur temps en les incluant dans des intrigues ingénieuses et inventives, les nouveaux dramaturges commencent à trouver le ton de la nouvelle comédie de la Restauration. Molière, dont la carrière s'épanouit au même moment, a aussi une énorme influence sur eux, en leur fournissant la matière des intrigues et le sens du comique produit par les aberrations sociales. Aucun autre dramaturge n'a été autant pillé par les nouveaux auteurs que lui,. Plusieurs historiens ou critiques, comme Joseph Eugène Gillet, Dudley Howe Miles ou Nicoletta Neri, ont écrit des livres entiers en tentant de recenser les innombrables emprunts faits à Molière par les auteurs de la Restauration. « La seule École des maris (1661) fournit à Flecknoe The Damoiselles à la Mode (1668), à Sedley son Mulberry Garden (1668), à Wycherley une partie de La Provinciale (1675), à Otway des éléments de The Souldier's Fortune (1680), et à Shadwell quelques idées pour The Amorous Bigotte (1690) ».
Mais le public du début de la Restauration goûte peu les comédies bien construites, à la structure simple, à l'intrigue unique, telles que le requiert le classicisme français avec la règle des trois unités ; le public anglais réclame des pièces animées, aux personnages nombreux, aux intrigues multiples et à l'action rapide. Etherege l'affirme par la bouche de Courtall dans Elle le ferait si elle le pouvait : « Une intrigue unique en amour est aussi ennuyeuse qu'une intrigue unique au théâtre. La première ennuiera encore plus un amant que la seconde un public ». Aussi tout emprunt aux comédies de Molière, de Boursault ou de Dancourt doit être mêlé à d'autres matériaux, afin de multiplier les histoires et rendre les intrigues plus complexes. « Il fallait en effet toujours adapter, on devrait dire naturaliser, le théâtre français pour le rendre agréable au public londonien : corser les intrigues et le langage, remanier les personnages pour les angliciser ». Ainsi La Provinciale, inspirée par L'École des maris et L'École des femmes, met en scène trois triangles amoureux, formés chacun de deux hommes et d'une femme : sir Jaspar-lady Fidget-Horner, Pinchwife-Margery-Horner, et enfin Sparkish-Alithea-Harcourt, chacun évoluant indépendamment et possédant son propre dénouement. Une touche de drame héroïque, traité en vers, peut aussi côtoyer plusieurs intrigues comiques, et, pour plaire au plus grand nombre, une pantalonnade burlesque peut être rajoutée au tout. À cause de telles incongruités, en plus du langage cru et de situations jugées indignes, la comédie de la Restauration sera peu estimée aux XVIIIe, XIXe et au début du XXe siècle. Aujourd'hui, cette expérience de théâtre total est de nouveau appréciée sur scène, ainsi que par les critiques dramatiques postmodernes.

#### Style de ces premières comédies

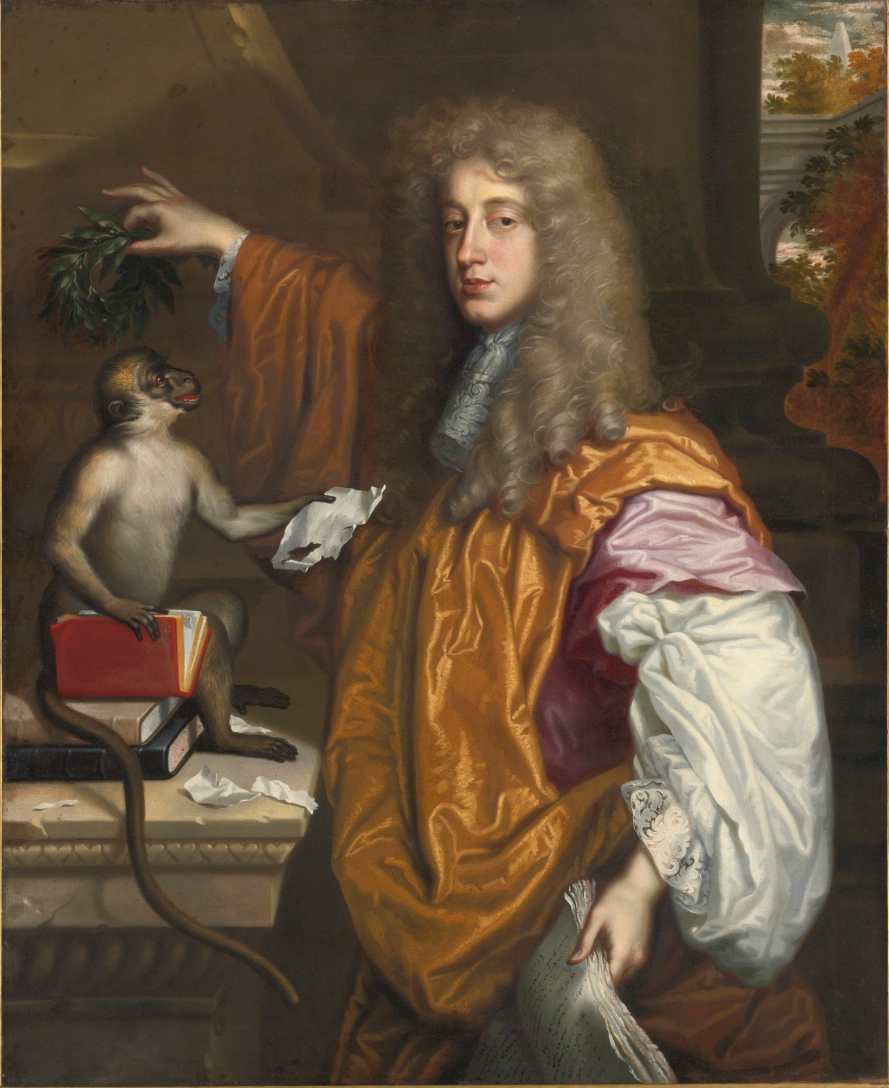
John Wilmot, 2e comte de Rochester, libertin, courtisan, poète, modèle de Dorimant dans l'Homme à la mode

La cour, et le roi lui-même, ont des mœurs qualifiées de libertines ou même de dépravées, et ils encouragent l'écriture de comédies dures, cyniques et immorales, où le méchant n'est pas obligatoirement puni à la fin, alors que ses turpitudes ont été complaisamment exposées tout au long de la pièce, et où des infortunés ne verront pas leur sort s'améliorer. Par exemple, Horner, dans La Provinciale, n'est pas pris, et il est libre de continuer sa prédation sexuelle au milieu de victimes consentantes, tandis que l'innocente Margery ne pourra échapper à son mariage misérable.
Beaucoup de dramaturges parmi les plus connus, comme Dryden, Sedley, Etherege, Wycherley et Congreve, sont eux-mêmes des courtisans, ou des lords, comme Buckingham, et ils sont plongés dans cette atmosphère de licence sexuelle, propre à la cour des premières années de la Restauration. Ils côtoient certaines des maîtresses de Charles II que celui-ci a anoblies et installées à la cour, comme Barbara Palmer, nommée dame d'honneur de la reine, ou Frances Stewart.
Wycherley, Etherege, Henry Killigrew et Villiers font aussi partie de « The Merry Gang » (« la joyeuse bande »), qui compte encore Henry Jermyn, Charles Sackville, John Sheffield et sir Charles Sedley. Ils se font connaître pendant une quinzaine d'années par des frasques et des scandales, pas toujours impunément. Ainsi Sedley et Sackville, tous deux ivres, doivent payer une forte amende pour s'être exhibés nus au balcon d'une auberge en plein Londres devant une foule en colère. Etherege serait mort à Paris en tombant, ivre, dans un escalier, en raccompagnant des compagnons de beuverie,.
Les comédies « dures », dites anti-sentimentales, de John Dryden, William Wycherley et de George Etherege reflètent l'atmosphère régnant alors à la cour, et célèbrent ouvertement le style de vie machiste des aristocrates, fait d'incessantes intrigues et de conquêtes galantes. Le comte de Rochester, libertin, courtisan et poète dans la vraie vie, est complaisamment dépeint dans The Man of Mode (L'Homme à la mode) d'Etherege (1676) sous les traits de Dorimant, aristocrate débauché, spirituel, intelligent et sexuellement irrésistible, le « rake », modèle pour la postérité du séducteur libertin de la Restauration, qui est un personnage récurrent de la comédie de cette époque. The Plain Dealer (L'Homme franc) (1676) de William Wycherley, une variation sur le thème du Misanthrope de Molière, est grandement estimé pour sa satire sans concession, valant à Wycherley l'appellation de « Plain Dealer » ou de « Manly », du nom du personnage principal de la pièce. En même temps, sa pièce The Country Wife (La Provinciale) (1675) est l'une de celles qui reçoivent le plus l'épithète d'obscène lancée de temps à autre pour qualifier la comédie de la Restauration.
Certaines pièces, d'apparences plus convenables, sont pourtant plus subversives, comme Careless Lovers (1673) d'Edward Ravenscroft. Les deux amants, Careless et Hillaria, semblent sur le point de se marier, mais les conditions de la traditionnelle « proviso scene » sont peu ordinaires. Hillaria demande à Careless d'être le père de tous ses enfants à venir, sans se préoccuper de qui les aura faits. Careless attend qu'Hillaria soit la nourrice de tous ses bâtards, et qu'elle se lie d'amitié avec toutes ses maîtresses. De tels comportements mettent en danger la légitimité de la classe dominante qui justifie sa supériorité par la naissance.
Malgré le ton et les situations très libres, peu de pièces subissent véritablement une censure ou une interdiction de scène, et dans ce cas, il s'agit le plus souvent de raisons politiques, comme la pièce d'Edward Howard, frère de Robert Howard, The Change of Crowns (avril 1667), qui dénonce la corruption de la cour et la vente des charges,. Il faut un cas extrême, comme Sodome ou la Quintessence de la débauche (1676) attribuée au comte de Rochester et réputée être la première pièce de théâtre pornographique, pour que des raisons de morale et de bienséance motivent une interdiction de scène.

#### Exemple: William Wycherley,La Provinciale(1675)

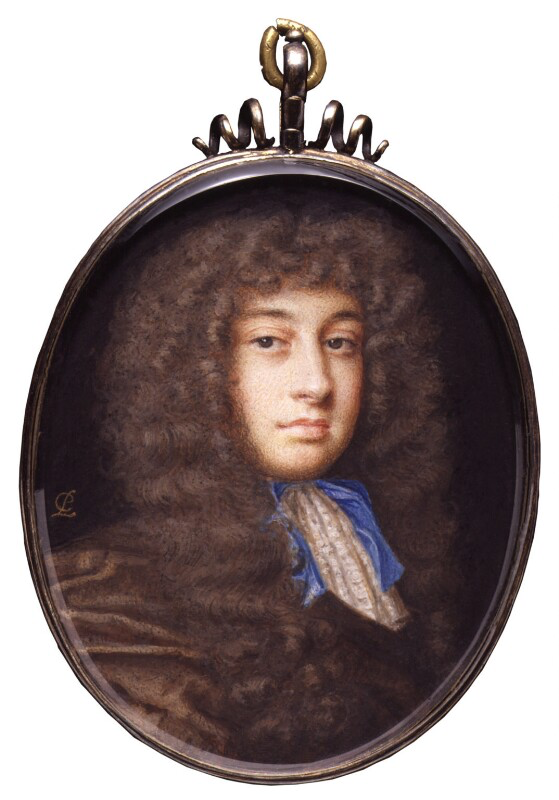
William Wycherley, La Provinciale : « Mon Dieu, j'aurai aussi de la porcelaine. Mon bon monsieur Horner, vous ne pensez tout de même pas donner de la porcelaine aux autres et pas à moi. Introduisez-moi là-bas aussi. »

La Provinciale possède trois intrigues imbriquées, mais distinctes, chacune développant son atmosphère particulière :
1. L'intrigue principale de la pièce est basée sur l'impuissance feinte de Horner, autour de laquelle s'articule la pièce. Dans le but de séduire autant de femmes respectables que possible, Horner, un libertin de la haute société, a fait courir le bruit qu'il était impuissant, afin de pouvoir aller là où ne pourrait aller tout autre homme. Cette ruse s'avère efficace, et Horner a des relations charnelles avec de nombreuses femmes mariées d'excellente réputation, que leurs maris sont ravis de laisser seules avec lui. Dans la scène de la porcelaine, fameuse pour sa licence, Horner a, dans les coulisses, plusieurs rapports sexuels, au cours desquels lui et ses maîtresses poursuivent une conservation à double sens prétendument au sujet de sa collection de porcelaine. L'intérêt est constamment soutenu grâce à une succession de situations où la vérité est sur le point d'éclater, et d'où Horner parvient à se tirer grâce à sa bonne étoile et à sa présence d'esprit. Il parvient à garder son secret jusqu'à la fin, et on peut donc supposer qu'il ne se repentira pas et continuera à cueillir joyeusement les fruits de son mensonge.
2. La vie conjugale de Pinchwife et Margery s'inspire de L'École des femmes de Molière. Pinchwife est un homme d'un certain âge, qui a épousé une jeune campagnarde ingénue, dans l'espoir qu'elle ne saura le tromper. Mais Horner se fait son professeur, et Margery fait des ravages dans les couples élégants de Londres, sans même s'en rendre compte. Elle est enthousiasmée par la beauté virile des galants, des libertins de la ville, et plus particulièrement des acteurs de théâtre (auto-plaisanterie faisant référence au nouveau statut social des acteurs), son franc-parler et son intérêt pour les plaisirs charnels laissant Pinchwife dans un perpétuel état d'épouvante. La façon dont la jalousie maladive de Pinchwife le conduit à donner à Margery des informations qu'il aurait souhaité lui cacher est une source récurrente de comique.
3. L'histoire d'amour entre Harcourt et Alithea est par comparaison plus édifiante. En effet Harcourt obtient la main d'Alithea, la sœur de Pinchwife, au détriment de Sparkish, un snob londonien de la haute société, auquel elle était promise, jusqu'à ce qu'elle découvre que ce snob n'est intéressé que par son argent.

### Déclin de la comédie (1678 – 1688)

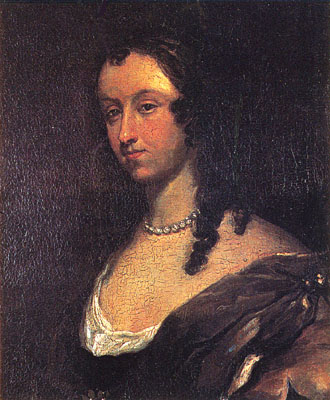
Aphra Behn première femme dramaturge de langue anglaise.

La comédie connaît une chute brutale en 1678. Alors que la comédie libertine était à la mode depuis près de quinze ans, elle subit une soudaine éclipse, au moment où la crise politique s'intensifie, quelques mois avant la grande peur du complot papiste. Au printemps 1678, on assiste à une série stupéfiante d'échecs de ce genre de spectacle, pièces pourtant écrites par des auteurs renommés, comme The Rambling Justice ; or, The Jealous Husband de John Leanerd, une des comédies les plus agressives du genre, ou Friendship in Fashion d'Otway, qui traite de manière dévastatrice de la dégradation des codes aristocratiques de l'amitié et de la chasteté maritale. La saison suivante, 1678/1679, se caractérise par une quasi-absence de comédies, à part The Feign'd Curtizans (1679) d'Aphra Behn, une comédie qui s'intéresse à la fois au passé et à l'avenir. Le goût du public bascule de la comédie au drame politique grave, reflétant les préoccupations et les divisions générées par le complot papiste (1678) et l'Exclusion Bill (1682) qui en dérive.
La comédie libertine souffre de la mauvaise image qu'a de plus en plus Charles II aux yeux de la population en grande majorité anti-papiste. En 1672, il promulgue The Declaration of Indulgence, qui tolère les catholiques et les dissidents religieux, alors que ces fois sont officiellement proscrites. Son frère, Jacques, s'est converti au catholicisme et il épouse en 1673 une princesse catholique, Marie de Modène. Charles II s'allie avec Louis XIV, roi français, catholique et absolu, pour mener une guerre impopulaire contre la Hollande, pays protestant,. Le libertinage des deux frères est bien connu, et au début de la Restauration, l'opinion publique s'en était accommodé, tout à la joie du retour de la monarchie. Près de deux décennies plus tard, les deux frères accumulent toujours les maîtresses. Mais si Charles II a plusieurs bâtards, dont cinq avec Barbara Palmer, il n'a aucun enfant légitime, et le trône risque de passer à son frère catholique,. Aussi le rake, irrésistible et cynique séducteur de la comédie de la Restauration, incarnation du courtisan libertin et reflet du monarque, ne rencontre plus la sympathie du public.
Alors que le théâtre était jusque-là largement apolitique, les rares comédies produites alors tendent à mettre l'accent sur ce sujet, l'auteur dramatique whig Thomas Shadwell bataillant contre John Dryden et Aphra Behn du parti tory. Ainsi, la saison 1679/1680 voit l'apparition de deux comédies politiques anti-whig, The Revenge de Behn et The Souldier's Fortune de Thomas Otway, tandis que Shadwell réplique avec The Lancashire Witches, où il attribue au prêtre catholique les défauts que les tories prêtent aux puritains : intérêt personnel, variabilité et souplesse de conscience.
Lorsque les deux compagnies théâtrales fusionnent en 1682 et qu'un monopole sur les spectacles s'empare de la scène londonienne, la quantité et la variété des pièces nouvelles chutent dramatiquement. Etherege et Wycherley, deux auteurs phares de la première période malgré leur faible production (trois pièces pour le premier et quatre pour le second), cessent définitivement d'écrire pour le théâtre.

### Seconde période, renaissance de la comédie (1689 – 1710)

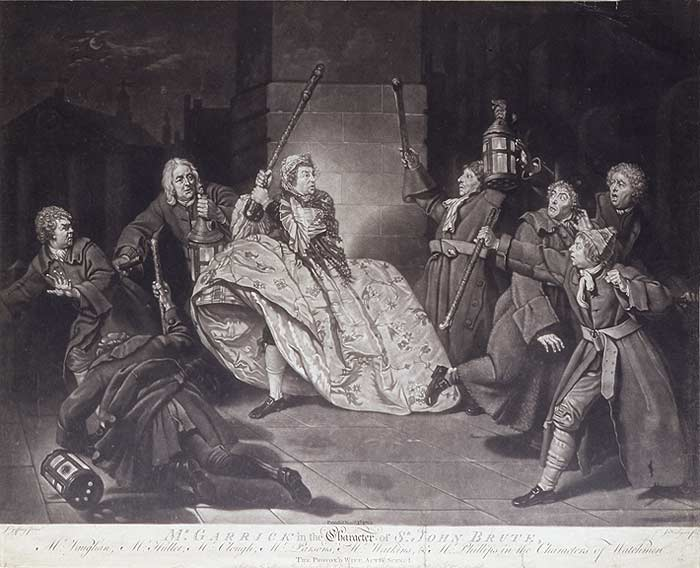
L'Épouse outragée de John Vanbrugh (1697)

Pendant les années 1690, durant la seconde vague de la comédie de la Restauration, les comédies « plus douces » (par opposition aux comédies « dures » de la première vague) de William Congreve et de John Vanbrugh reflètent la mutation des conceptions culturelles et le changement profond de la société en deux décennies. Les dramaturges des années 1690 entreprennent de plaire à un public plus diversifié socialement grâce à l'arrivée en nombre des classes moyennes, ainsi que de spectatrices, en déplaçant, par exemple, la guerre entre les sexes de l'arène de l'intrigue à celle du mariage. La comédie se désintéresse un peu des jeunes amants dupant la vieille génération pour se consacrer davantage aux relations conjugales quelque temps après le mariage. « Au lieu de s'achever sur un mariage, l'intrigue s'ouvre plus fréquemment sur un mariage qui vient d'avoir lieu. Ce sont donc des problèmes de la vie maritale qui sont portés sur le devant de la scène ».
La pièce sombre de Thomas Southerne, The Wives' Excuse or, Cuckolds make themselves (L'Excuse des femmes ou les cocus se font eux-mêmes) (1691) n'est pas encore très « douce », puisqu'elle montre une femme malheureusement mariée à Friendall, un dandy ami de tout le monde, dont les sottises et indiscrétions minent la réputation de sa femme, car leurs renommées sont liées. Mrs Friendall est poursuivie par un soupirant, Lovemore, en fait un libertin dépourvu de toutes les qualités qui rendaient Dorimant charmant, et la médiocrité de ses choix possibles l'empêchent d'agir et de se décider. Tout le comique de cette « comédie » réside dans les intrigues secondaires, tentatives de séduction et d'ébats sexuels, et non pas dans l'intrigue principale.
Dans Love for Love (Amour pour amour) (1695) et The Way of the World  (Le Train du monde) (1700) de William Congreve, les duels d'esprit entre amants, typiques de la comédie des années 1670, perdent de leur importance. Ces morceaux de bravoure qu'étaient les échanges verbaux des couples testant encore leur attirance mutuelle, se transforment en de spirituels débats prénuptiaux la veille du mariage, comme dans la fameuse « scène des conditions » du Train du monde. Ce type particulier de scène (« proviso scenes ») serait, selon Jean Dulck, inspiré par « la littérature précieuse [française], où le chevalier-servant se voit imposer par sa maîtresse des clauses rigoureuses », et encouragé par la reine Henriette, admiratrice de L'Astrée. The Provoked Wife (L'Épouse outragée) (1697) de John Vanbrugh marche sur les traces de The Wives' Excuse de Southerne, mais avec une touche plus légère et des personnages plus humains.

#### Exemple. John Vanbrugh,L'Épouse outragée(1697)

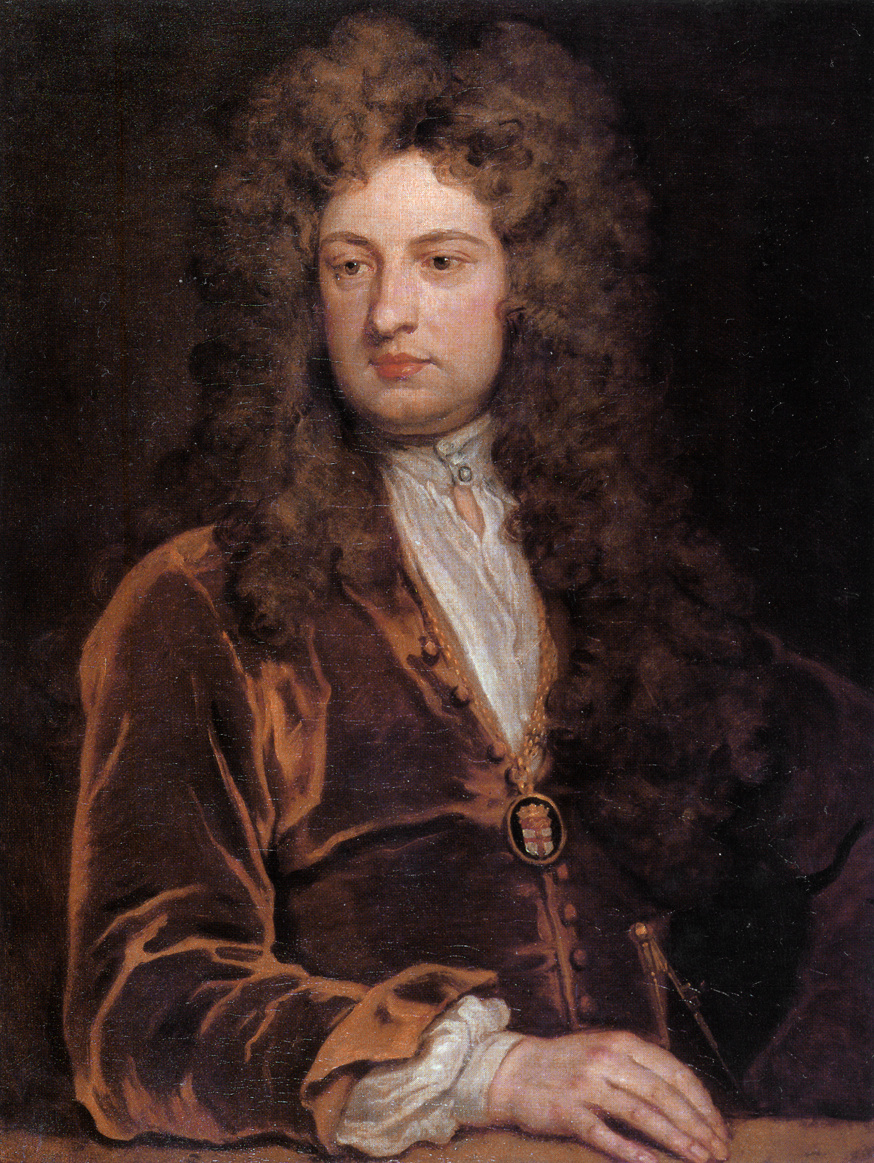
John Vanbrugh, L'Épouse outragée : « C'est une belle époque, où la femme peut avoir à la fois un amant et une pension alimentaire. »

L'Épouse outragée peut être considérée comme une pièce à thèse. Elle porte en effet son attention sur le statut légalement inférieur de la femme mariée et sur les complexités du divorce ou de la séparation, questions qui sont mises en lumière au milieu des années 1690 par quelques cas célèbres portés devant la Chambre des lords.
Dans la pièce, Sir John Brute est las du mariage. Il rentre toutes les nuits ivre à la maison, et il est constamment grossier et injurieux avec sa femme. Celle-ci, dans le même temps, est tentée de se lancer dans une aventure avec le spirituel et fidèle Constant. Ni elle, ni sir John n'envisagent pour l'instant le divorce. Une sorte de séparation légale, qui prévoit une pension alimentaire pour la femme, vient d'être créée, mais cette disposition ne permet pas le remariage. Quand même, songe Lady Brute, au cours d'une de ses innombrables discussions avec sa nièce Bellinda, « C'est une belle époque, où la femme peut avoir à la fois un amant et une pension alimentaire. »
Pendant ce temps, Bellinda est courtisée d'un air ronchon par un ami de Constant, Heartfree, qui est surpris et consterné de se découvrir amoureux de Bellinda. Le mauvais exemple des Brute est pour lui une constante mise en garde contre le mariage.
L'Épouse outragée est une pièce qui privilégie les discussions. Elle s'intéresse moins aux scènes d'amour et plus aux échanges entre les deux femmes (Lady Brute et Bellinda) et les deux amis (Constant et Heartfree). Ces entretiens, malgré les nombreuses plaisanteries qui les émaillent, montrent de la réflexion ponctuée de mélancolie et de frustration.
Après un dernier rebondissement dû à une lettre contrefaite, la pièce se finit par un mariage entre Heartfree et Bellinda, et un statu quo entre les Brute. Constant continue à courtiser Lady Brute, qui continue à hésiter.

### Fin de la comédie
À la fin du XVIIe siècle, la tolérance à l'égard de la comédie de la Restauration, même sous sa forme adoucie, est en train de disparaître. L'opinion publique s'oriente vers plus de sérieux et de respectabilité, encore plus rapidement que les auteurs. Les raisons de cette modification du goût du public sont multiples et interdépendantes : les changements démographiques, la Glorieuse Révolution de 1688, l'aversion de Guillaume et Marie pour le théâtre, et les procès intentés aux dramaturges par la « Society for the Reformation of Manners » (« Société pour la réforme des mœurs »), fondée en 1692. Quand Jeremy Collier attaque Congreve et Vanbrugh dans son Short View of the Immorality and Profaneness of the English Stage (Coup d'œil sur l'immoralité du théâtre anglais) en 1698, il confirme que le changement dans le goût du public s'était déjà établi auparavant. À la première tant attendue et avec tant de vedettes du Train du Monde, la toute nouvelle comédie de Congreve depuis cinq ans, le public ne montre qu'un enthousiasme modéré pour cette œuvre subtile et presque mélancolique. La comédie spirituelle et érotique est sur le point d'être remplacée par le drame, au sentiment net et à la morale exemplaire.

## Personnages caractéristiques de la comédie de la Restauration

### Personnage du «rake»
Le rake est un libertin cynique, partiellement inspiré par les personnages de Dom Juan de Molière et de Rosimond, pièces jouées pour la première fois respectivement en 1665 et en 1666. Ce nom est l’abréviation de « rakehell », désignant un débauché, un vaurien ou un scélérat. Le rake appartient à une classe sociale élevée, généralement à la noblesse ou à la gentry. Séducteur et égoïste, il ne vit que pour satisfaire son plaisir, et est prêt à toutes les ruses, à tous les mensonges et à braver tous les interdits pour parvenir à ses fins. C'est ce que dit clairement Don John dans The Libertine (1675) de Shadwell, pièce inspirée par la légende de Don Juan, « Je ne m'occupe que de mon plaisir. C'est le but que je poursuis en permanence, sans me soucier des moyens nécessaires pour l'obtenir. Il n'y a ni bien, ni mal, seulement ce qui mène ou pas à mon plaisir. ». Ces personnages ont pour nom Dorimant (L'Homme à la mode), Wildish (The Mulberry Garden), Horner (La Provinciale), Ramble (The Country Wit), the Duke of Nemours (The Princess of Cleve de Nathaniel Lee), Don John (The Libertine), l'étrangement dénommé Worthy (The Relapse), Lovemore (The Wives' Excuse), etc. Ils sont tous dangereux, car ils usent et abusent des conventions sociales, doutant qu'elles soient utiles à la cohésion de la société, et s'en exemptant cyniquement eux-mêmes. Visconti dans Love in the Dark; or the Man of Business (1675) de Sir Francis Fane s'interroge : 
Pourquoi l'humanité devrait-elle être guidée par la Loi et la Mesure,

Quand toutes ses vertus lui viennent de ses plaisirs,?
Le rake peut parfois justifier son besoin de satisfaire ses désirs personnels par l'appétit illimité de jouissance, que, selon Hobbes, l'homme à l'état de nature aurait connu. Le rake recrée en fait l'état sauvage originel dans les salons et les chambres à coucher de la société policée. C'est ainsi que Ramble à l'acte II de The Country Wit (1675) de John Crowne affirme, en jouant sur la polysémie du mot ordre : « L'ordre de la Nature ? L'ordre de la Nature est de suivre mon appétit. », ajoutant plus loin : « Le monde est une maison de plaisir bâtie par la Nature, où ses hôtes, les hommes d'esprit, sont exempts de règles et de contraintes,. »
L'envie de libertinage du rake prend parfois la forme d'une admiration de la liberté sexuelle des animaux. Reprenant les propos de Hobbes, le rake envie la félicité des bêtes qui consiste simplement à jouir au quotidien de leur nourriture, de leurs aises et de leur sexualité, sans se soucier, ou très peu, du lendemain,. À l'image du « taureau vigoureux qui parcourt le pré, choisit une femelle du troupeau, en jouit et l'abandonne à sa guise », Polydore dans L'Orpheline ou le Mariage malheureux (1680) d'Otway désire se précipiter sur Monimia dans un tourbillon d'amour, afin de jouir de l'instant, sans souvenir et sans fidélité, sans se préoccuper du passé et de l'avenir.
Le rake est un personnage caractéristique récurrent de la comédie de la Restauration de la première période (1660 - 1680). Ses scènes de séduction, parfois même d'ébats sexuels, sont écrites pour faire rire le public, parfois d'un rire grinçant, aux dépens soit des victimes naïves séduites, soit des maris trompés, soit également du séducteur lui-même, empêtré dans des situations de plus en plus complexes. Le rake-héros peut se montrer cruel et cynique, tel Dorimant dans la scène de rupture avec Mrs Loveit : 
| Mrs Loveit : — Pense à tes serments, à tes vœux, à tes promesses, parjure. Dorimant : — J'étais amoureux quand je les fis. Mrs Loveit : — Et alors, est-ce qu'ils ne te lient pas ? Impie ! Dorimant : — Ce que nous jurons à ces moments-là n'est qu'une certaine preuve d'une passion présente ; mais, pour dire la vérité, en amour, on ne peut rien affirmer de sûr pour l'avenir. |

Dans la seconde période (1690-1714), le rake ne disparaît pas totalement, mais son importance se réduit, et il est traité soit comme un individu anti-social marginalisé, soit sous une forme adoucie, plus humaine et moins cynique. Ainsi dans The Recruiting Officer de George Farquhar (1706), le capitaine Plume est qualifié à diverses reprises de rake, mais c'est avant tout un jeune homme sympathique, séduisant et plein d'esprit, qui aime courir le jupon. S'il engrosse une jeune fille, il répare à sa façon : il reconnaît l'enfant, et son sergent Kite, devenu polygame par cette pratique, se marie avec elle. À la fin de la pièce, Plume succombe aux charmes de l'héroïne Sylvia.
On rencontre parfois ce type de personnage dans la tragédie, chez Otway par exemple, mais il est alors plus sélectif dans le choix de sa victime qu'il mène au désespoir.

### Personnage du «fop»

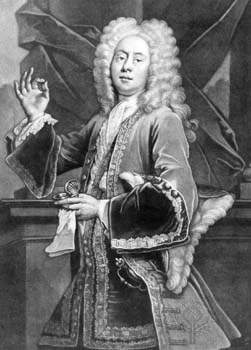
Colley Cibber jouant Lord Foppington dans La Rechute ou la Vertu en danger (gravure de John Simon).

Le fop, appelé aussi « the beau », est, au sens littéral du terme, un dandy, c'est-à-dire un homme qui se soucie de son habillement et de son apparence de façon exagérée, pensant ainsi se faire passer pour un homme d'esprit, un « wit ». Mais il s'en tient à l'élégance du vêtement et des apparences sans essayer d'atteindre à la véritable élégance ni au raffinement de l'esprit qui demeure le but du véritable « wit ». Confondant habillement avec esprit, voire avec courage, Novel, fop effronté et médisant de L'Homme franc de Wycherley, affirme au héros Manly, capitaine intrépide récemment rentré de mer : « Laissez-moi vous dire, monsieur, que c'est par sa façon de s'habiller, plus que par toute autre chose, qu'un homme montre son esprit, son jugement, et je dirais même, son courage ». Le mot « fop » dériverait selon La Revue britannique de 1860 du français « fat ».
Le fop initial appartient à la gentry, car il doit avoir des moyens suffisants pour satisfaire ses goûts vestimentaires. En accord avec une tradition de la comédie des humeurs, qui est de dénommer les personnages en fonction de leur caractère prépondérant, le nom du fop rappelle souvent son dandysme soit par les trois lettres FOP figurant dans son nom (Sir Fopling Flutter du Man of Mode d'Etheredge), soit par son intérêt pour la mode (Sir Novelty Fashion de Love's Last Shift de Cibber) ou soit par son côté superficiel (Sir Timothy Tawdrey de The Town-Fop d'Aphra Behn). Son rang social progresse même plus tard, devenant Lord Foppington (La Rechute ou la Vertu en danger de Vanbrugh et The Careless Husband de Cibber). Archer et Aimwell, les « beaux » de The Beaux' Stratagem de Farquhar, sont deux gentilshommes qui ont dilapidé leur fortune et qui, pour se refaire, recherchent de riches héritières à marier. À chaque ville-étape, ils prennent alternativement, l'un le rôle du maître élégant et riche, le fop, l'autre celui du valet.
Sir Fopling Flutter est aussi sûr de son exquise qualité que l'ivrogne l'est de la dignité de son allure ; tous les deux sont aussi totalement inconscients que l'image qu'ils donnent est à l'exact opposé de ce qu'ils croient. La qualification de fop n'est pas flatteuse, et c'est ainsi que dans Le Train du monde, Sir Witfull interpelle son demi-frère Witwoud : « La mode est une folie, et tu es un « fop », mon cher frère! ».
Au siècle suivant, Richard Steele reprendra le personnage, le faisant cette fois domestique (Tom, serviteur de Bevil Jr, dans The Conscious Lovers). Dans l'esprit de ses modèles précédents, Tom tente de copier ses supérieurs ou ses maîtres en imitant leurs façons de parler, de s'habiller, de se tenir et de se comporter. Ses tentatives maladroites ou ridicules sont destinées à faire rire le public.

### Personnage du «wit»
Le « wit » désigne à la fois le trait d'esprit et l'homme ou la femme d'esprit. Le trait d'esprit réussi doit, selon T. S. Eliot, combiner à la fois le jeu de mots et le jeu de la pensée, « A pun on the levels of Word and Though ». Ainsi, le calembour, qui ne joue que sur les mots, est un faux-wit. Pour John Locke, le trait d'esprit consiste principalement à assembler avec rapidité et diversité des idées, qui, au premier abord, paraissent dissemblables ou incongrues, afin de produire des images plaisantes, dont la beauté apparaît immédiatement, sans avoir besoin de faire appel à la réflexion.
Concernant l'esprit, Thomas H. Fujimura classe les personnages en trois catégories, le « truewit », le véritable bel esprit, le « witless », le sot, et le « witwoud », celui qui aimerait avoir de l'esprit. Comme l'esprit est considéré comme un indicateur de supériorité intellectuelle, il est normal que les « truewits » aboutissent toujours à leurs fins, fins heureuses pour Courtall et Gatty (She would if she could) ou pour Dorimant et Harriet (The Man of Mode), tandis que Horner, « truewit » débauché de La Provinciale, continuera impunément à séduire les femmes mariées. En revanche, les « witless », comme Sir Jasper et Pinchwife dans cette même pièce, seront cocufiés et Sparkish, le « witwoud », perdra sa fiancée.
Quelques exemples de wit :
| Courtall est pris en flagrant délit de parjure par les deux sœurs, Gatty et Aria. Il subit leurs quolibets. Gatty : — Cependant je ne suis pas loin de croire, ma chère sœur, que c'est par malice, afin que nous ayons mauvaise opinion de lui, que ce brave gentilhomme s'est délibérément parjuré. Après quelques explications embrouillées de Courtall, puis son départ, les deux sœurs commentent la situation. Gatty : — Encore un peu, et il se trouvait aussi désemparé que l'idiot du village quand il s'aventure à complimenter la fille du notaire. |

| Mrs Millamant : — Je hais les lettres. Personne ne sait les écrire, et quand on en reçoit, on ne sait pas quoi en faire. Moi je m'en sers de papillotes pour mes cheveux. Witwoud : — Comment madame ! Vous utilisez toutes vos lettres pour faire friser vos cheveux ? Mrs Millamant : — Non, pas toutes. Seulement celles en vers, monsieur Witwoud. Je ne fais pas boucler mes cheveux avec de la prose. Je crois que je l'ai essayé une fois, n'est-ce pas Mincing ? Mincing : — Oui, madame, et je m'en souviendrai toujours. Mrs Millamant : — Pauvre Mincing, elle y avait passé toute la matinée, mèche par mèche. Mincing : — Jusqu'à avoir des crampes dans les doigts, je vous jure madame. Et tout ça pour rien. |

### Personnage du «squire»
Au XVIIe siècle, dans la campagne anglaise, le squire est généralement un chef de village. Appartenant à la gentry, il y possède la majeure partie des terres et habite la plus grande maison du village. Dans la comédie de la Restauration, il est présenté comme un gentilhomme campagnard peu au fait des mœurs de la cité, qu'il connaît peu ou pas du tout. Dans The Beaux' Stratagem de Farquhar (1707), Bonniface, le patron de l'auberge, résume ainsi le squire Sullen : « C'est un homme qui parle peu, pense encore moins et ne fait rien du tout. Mais c'est un homme de haut rang, qui n'estime personne. ». Rustre, ignorant, grossier, solide buveur, le squire est la cible idéale des « wits » citadins, qui vont le duper à la grande joie des spectateurs. Il y perdra soit de l'argent, comme sir Mannerly Shallow, soit sa fiancée, comme Sparkish supplanté par l'aimable Harcourt auprès d'Alithea, ou sera parfois cocufié, comme Pinchwife venu en couple à Londres pour le mariage de sa sœur.
Ces personnages se retrouvent fréquemment : Softhead, aussi sot que riche, dans The Dumb Lady de John Lacy (imprimé en 1672), Jerry Blackacre dans L'Homme franc de Wycherley (1676), Sir Joseph Wittol dans The Old Bachelor de Congreve (1693), Sir Tunbelly Clumsy dans La Rechute ou la Vertu en danger de Vanbrugh (1696), Sir John Brute dans L'Épouse outragée de Vanbrugh (1697), Sir Wilful Witwoud dans Le Train du monde de Congreve (1700), Elder Clerimont dans The Beau Defeated de Mary Pix (1700).

### Personnage du «cit»
Le « cit », c'est-à-dire le citizen, est un habitant de la City. Appartenant en général à la classe marchande et à l'aise financièrement, il représente les valeurs bourgeoises, considérées comme dépassées par les fops, les rakes et les précieuses. C'est ce qui explique la réflexion de la servante Flippanda à l'acte I scène 2 de The Confederancy de Vanbrugh : « Je ne vois pas souvent notre demoiselle. Son père, qui est un citoyen de la tête aux pieds, lui permet rarement de converser avec sa belle-mère et avec moi, craignant que nous lui apprenions les façons des gens de qualité. », ou la réponse de cette même Flippanda à sa maîtresse Clarissa :
| Clarissa : — Tu sais que je suis insensible à la jalousie. Flippanta : — Oui, madame, et vous avez bien raison, car la jalousie est une passion de citoyen ; c'est une chose inconnue des gens de qualité. |

Pendant la guerre civile, les cits se sont rangés massivement dans le camp des parlementaires, qui ont participé à la défaite du camp royaliste. Dans la comédie de la première période, les beaux esprits aristocrates se vengent en séduisant les femmes des cits. Comme dit Bramble, serviteur loufoque de sir Twilight dans The Rambling Justice (1678) de Leanerd : les cits ont acquis le « droit héréditaire » qu'on les fasse, effrontément et impunément, cocus, prenant acte d'une sorte de droit de cuissage généralisé, permis aux aristocrates au détriment de tous les cits.
Le « cit », bien qu'il ne possède aucun titre nobiliaire, et qu'il ne soit pas toujours disposé à renoncer à ses valeurs, aspire à devenir ou, à tout le moins, à être considéré comme un gentilhomme. Ce désir d'ascension sociale ressemble beaucoup à celui du monsieur Jourdain de Molière. Au temps de Steele, cette aspiration à la reconnaissance sociale du cit continuera à être bien réelle, comme le souligne Mireille Ozoux.

## Après la comédie de la Restauration

### Histoire du théâtre
Durant les XVIIIe et XIXe siècles, la franche sexualité de la comédie de la Restauration empêche les producteurs de théâtre de la mettre en scène intégralement. Ceux-ci préfèrent en récupérer des parties ou la modifier considérablement. Aujourd'hui la comédie de la Restauration est de nouveau appréciée sur scène. Les classiques, tels que La Provinciale et L'Homme franc de Wycherley's, L'Homme à la mode d'Etherege, et L'Amour pour l'amour et Le Train du monde de Congreve sont en compétition non seulement avec La Rechute ou la Vertu en danger et L'Épouse outragée de Vanbrugh, mais également avec des comédies sombres et tristes comme The Wives' Excuse de Thomas Southerne's. Aphra Behn, considérée autrefois comme non jouable, est complètement réhabilitée avec The Rover (L'Écumeur), qui est devenu une des pièces favorites du répertoire.

### Critique littéraire

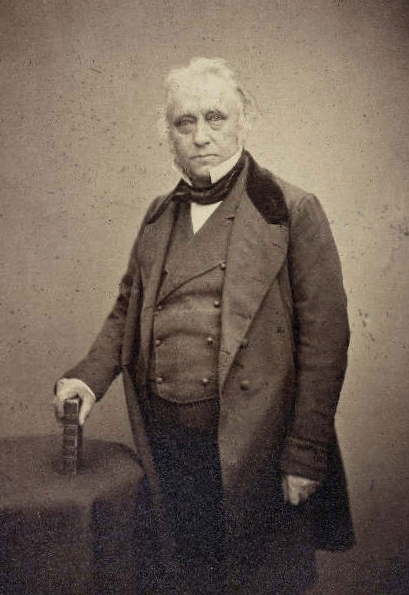
Thomas Babington Macaulay.

À cause du dégoût pour les inconvenances sexuelles, la comédie de la Restauration a non seulement été longtemps écartée de la scène, mais la critique littéraire l'a aussi enfermée dans son armoire aux poisons. Les critiques de l'époque victorienne, tel que William Hazlitt, bien qu'appréciant l'énergie et la force linguistiques des écrivains « canoniques », Etherege, Wycherley, et Congreve, trouvent toujours nécessaire de tempérer leurs louanges esthétiques par une ferme condamnation morale. Thomas Babington Macaulay est plus sévère encore, écrivant au sujet de Wycherley : « L'indécence de Wycherley le protège véritablement des critiques, comme le putois est à l'abri des chasseurs. Il ne court aucun danger, car il est trop répugnant à manipuler et même trop infect à approcher,. » Aphra Behn, pour sa part, reçoit sa condamnation sans les louanges, car les comédies explicitement érotiques sont considérées particulièrement choquantes lorsqu'elles sont écrites par une femme.
Les critiques français du XIXe siècle ne sont pas en reste. Ainsi en parlant du Maître de danse (The Gentleman Dancing Master) de Wycherley, Larousse écrit dans l'article « Maître » de son dictionnaire encyclopédique : « Le Maître de danse traduit exactement les mœurs de l'auteur. On n'y trouve qu'adultère, ivresse, duplicité, vices crapuleux, mauvaise foi, violences. L'impudeur des femmes y est telle que la scène moderne, qui n'est pas bégueule, ne pourrait souffrir une pareille exhibition ». La Revue britannique de 1860, éditée à Paris, écrit à propos d'Aphra Behn : « Aphra Behn a tout le laisser-aller audacieux et provoquant, la crânerie insolente, le dévergondage spirituel de la Restauration des Stuarts », ajoutant vingt pages plus loin : « Dans The Town Fop, l'extrême licence dégénère en grossièreté ».
Au tournant du XXe siècle, une minorité active d'universitaires, admirateurs de la comédie de la Restauration, commence à apparaître. L'important éditeur Montague Summers, par exemple, fait en sorte qu'Aphra Behn soit toujours publiée. Mais beaucoup d'universitaires montrent toujours une prudente réserve. En 1948, George Sherburne et Donald Bond, dans leur Histoire littéraire de l'Angleterre en quatre volumes, concluent ainsi leur présentation de la comédie de la Restauration : « Aujourd'hui il est sage de regretter la grossièreté des situations et des dialogues de ces comédies, et d'essayer de saisir la délicatesse et la précision du protocole social, qui fait que tout écart devient amusant ».
« Les critiques demeurent étonnamment réservés lorsqu'il s'agit des chefs-d'œuvre de cette période », écrit encore Robert D. Hume en 1976. Ce n'est que depuis quelques dizaines d'années que cette affirmation n'est plus justifiée, depuis que la comédie de la Restauration s'est révélée être un sujet gratifiant pour les chercheurs, et que La Provinciale de Wycherley, longtemps qualifiée de pièce la plus obscène de la littérature anglaise, est devenue en quelque sorte la favorite des universitaires. Des auteurs comiques « mineurs » sont également l'objet d'une attention soutenue, en particulier la génération de dramaturges femmes qui apparaît après Aphra Behn, au tournant du XVIIIe siècle : Delarivier Manley, Mary Pix, Catharine Trotter, et Susanna Centlivre. Les comédies de la Restauration, qui n'ont jamais été réimprimées, peuvent désormais être largement étudiées grâce à un accès Internet (réservé exclusivement aux abonnés) à leurs premières éditions à la British Library.

## Chronologie des comédies de la Restauration
| Chronologie de 1660 à 1687 | Chronologie de 1660 à 1687        | Chronologie de 1660 à 1687 | Chronologie de 1660 à 1687 |  | Chronologie de 1688 à 1715 | Chronologie de 1688 à 1715 | Chronologie de 1688 à 1715 | Chronologie de 1688 à 1715 |
| Années                     | Comédies                          | Auteurs                    | Événements                 |  | Années                     | Comédies                   | Auteurs                    | Événements                 |
| 1660                       |                                   |                            | Avènement de Charles II    |  | 1688                       |                            |                            |                            |
| 1661                       |                                   |                            |                            |  | 1689                       | Bury Fair                  | Shadwell                   | Avènement de Guillaume III |
| 1662                       |                                   |                            |                            |  | 1690                       | Sir Anthony Love           | Southerne                  |                            |
| 1663                       |                                   |                            |                            |  | 1691                       | The Wives' Excuse          | Southerne                  |                            |
| 1664                       | The Comical Revenge               | Etherege                   |                            |  | 1692                       |                            |                            |                            |
| 1665                       |                                   |                            | Grande peste de Londres    |  | 1693                       | The Old Bachelor           | Congreve                   |                            |
| 1666                       |                                   |                            | Grand incendie de Londres  |  | 1694                       |                            |                            |                            |
| 1667                       | The Damoiselles à la Mode         | Flecknoe                   | Raid sur la Medway         |  | 1695                       | Amour pour amour           | Congreve                   |                            |
| 1668                       | Elle le ferait si elle le pouvait | Etherege                   |                            |  | 1696                       | La Rechute                 | Vanbrugh                   |                            |
| 1669                       |                                   |                            |                            |  | 1697                       | L'Épouse outragée          | Vanbrugh                   |                            |
| 1670                       | The Amorous Widow                 | Betterton                  |                            |  | 1698                       | Love and a Bottle          | Farquhar                   | Pamphlet de Collier        |
| 1671                       | The Rehearsal                     | Buckingham                 |                            |  | 1699                       | The Constant Couple        | Farquhar                   |                            |
| 1672                       | Marriage à la Mode                | Dryden                     |                            |  | 1700                       | Le Train du monde          | Congreve                   |                            |
| 1673                       | The Dutch Lover                   | Aphra Behn                 |                            |  | 1701                       | Sir Harry Wildair          | Farquhar                   |                            |
| 1674                       | The Mistaken Husband              | Anonyme                    |                            |  | 1702                       | The Beau's Duel            | Centlivre                  | Avènement d'Anne Ire       |
| 1675                       | La Provinciale                    | Wycherley                  |                            |  | 1703                       |                            |                            |                            |
| 1676                       | L'Homme franc                     | Wycherley                  |                            |  | 1704                       | The Careless Husband       | Ciber                      |                            |
| 1677                       | L'Écumeur                         | Aphra Behn                 |                            |  | 1705                       | The Basset Table           | Centlivre                  |                            |
| 1678                       |                                   |                            | Complot papiste            |  | 1706                       | The Recruiting Officer     | Farquhar                   |                            |
| 1679                       |                                   |                            | Exclusion Bill             |  | 1707                       | The Beaux' Stratagem       | Farquhar                   |                            |
| 1680                       |                                   |                            | Exclusion Bill             |  | 1708                       |                            |                            |                            |
| 1681                       | The Roundheads                    | Aphra Behn                 | Exclusion Bill             |  | 1709                       | The Busy Body              | Centlivre                  |                            |
| 1682                       |                                   |                            |                            |  | 1710                       |                            |                            |                            |
| 1683                       |                                   |                            |                            |  | 1711                       |                            |                            |                            |
| 1684                       |                                   |                            |                            |  | 1712                       |                            |                            |                            |
| 1685                       |                                   |                            | Avènement de Jacques II    |  | 1713                       |                            |                            |                            |
| 1686                       |                                   |                            | Rébellion de Monmouth      |  | 1714                       |                            |                            | Avènement de George Ier    |
| 1687                       | Bellamira                         | Sedley                     |                            |  | 1715                       |                            |                            |                            |

Les différentes couleurs de fond mettent en évidence les règnes des différents souverains. Les deux bandes verticales beiges sur les années délimitent les deux périodes distinctes de la comédie de la Restauration.

## Adaptation au cinéma
- The Country Wife, TV film, avec pour vedette Helen Mirren dans le rôle de Margery Pinchwife (13 février 1977)[148]